# Abolición de la esclavitud en España

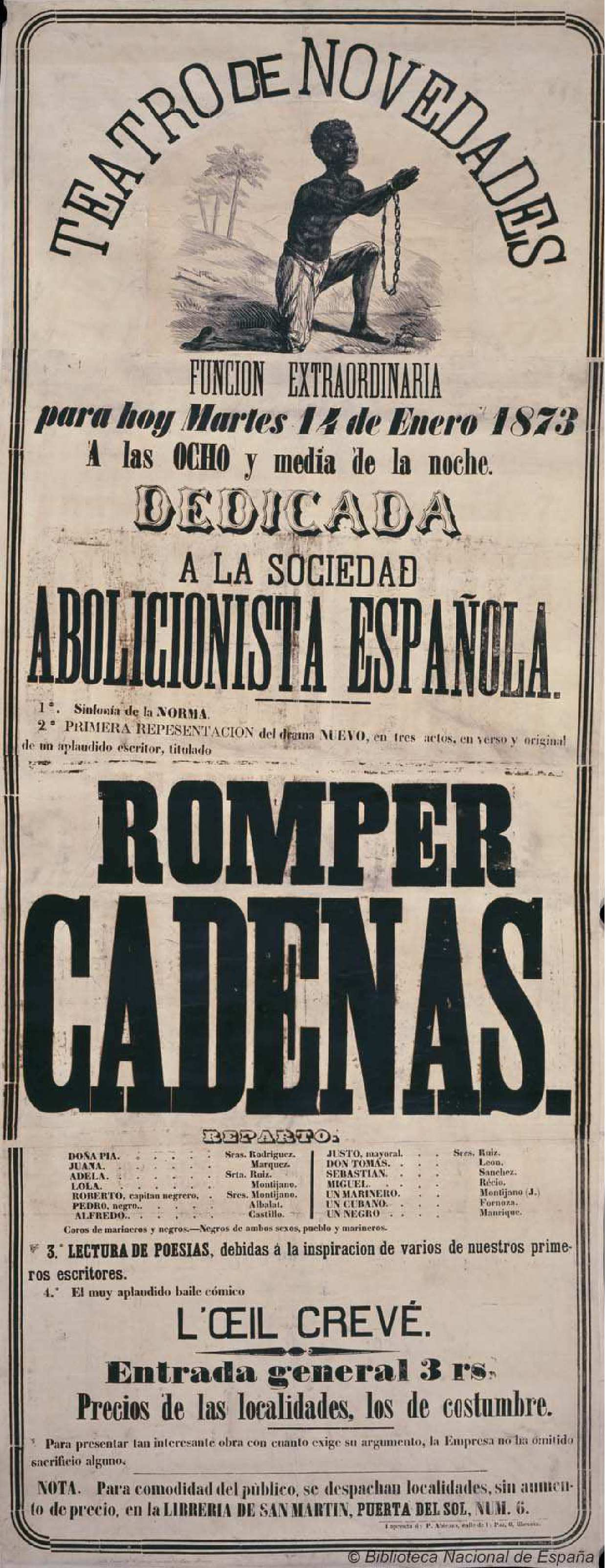
Cartel de la función extraordinaria del Teatro Novedades de Madrid dedicada a la Sociedad Abolicionista Española con el anuncio del estreno de Romper cadenas, drama en tres actos de Luis Blanc presentado el 14 de enero de 1873. Biblioteca Nacional de España.

La abolición de la esclavitud en España se inició en 1820 con la abolición de la trata de esclavos por presión de Gran Bretaña, aunque la trata clandestina e ilegal continuó con el apoyo de gobiernos y corona. La abolición definitiva de la esclavitud en el imperio colonial español llegó sesenta años después. Aunque la Primera República española aprobó la extinción de la esclavitud en Puerto Rico, no fue hasta 1886 cuando el gobierno liberal de Práxedes Mateo Sagasta puso fin al «patronato» de los esclavos liberados de la isla de Cuba, en aplicación de una ley aprobada en 1880 bajo el gobierno conservador de Antonio Cánovas del Castillo. De esta forma, como ha subrayado Eduardo Galván Rodríguez, «España es la última potencia occidental que abole la esclavitud».

## Antecedentes

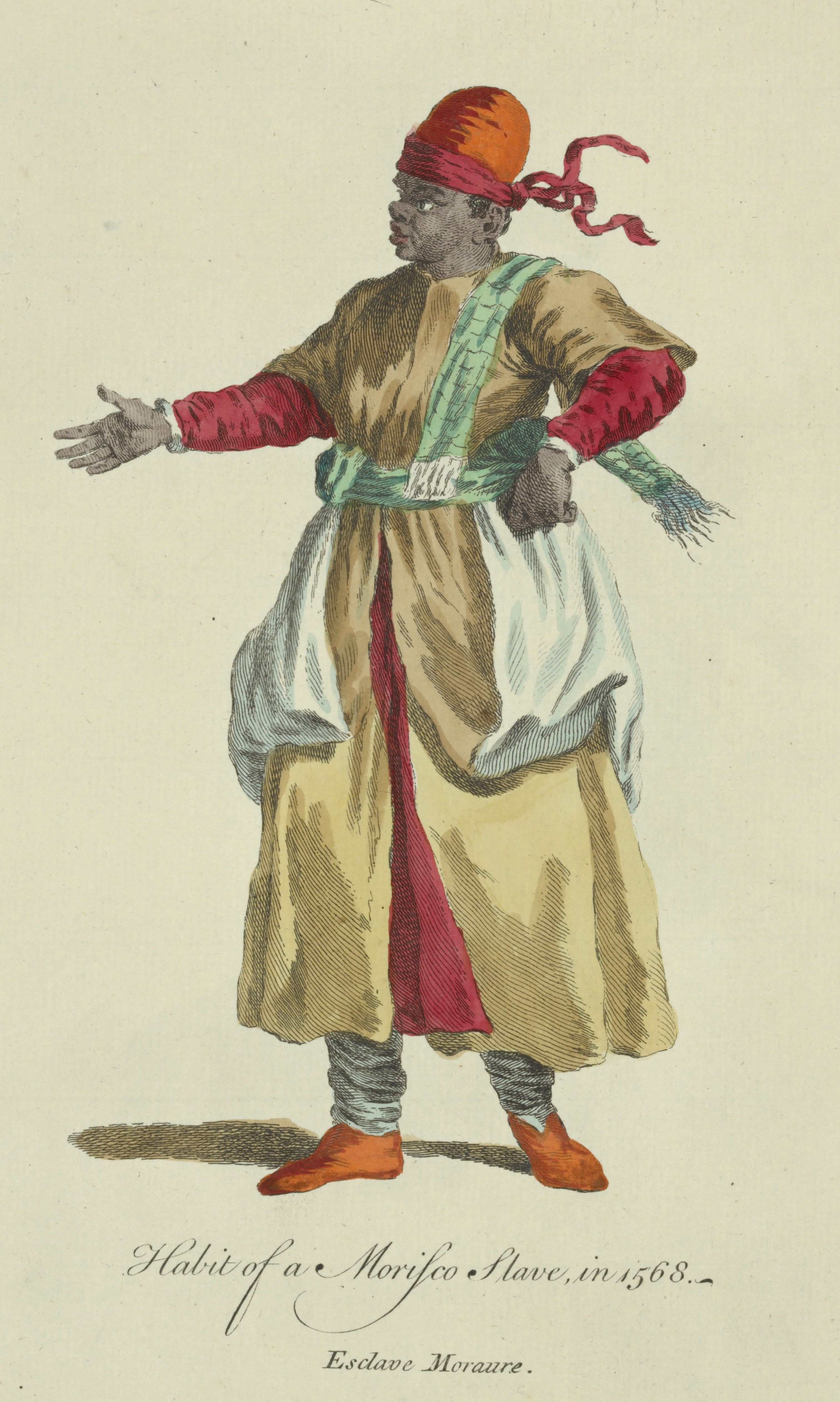
Esclavo morisco a la moda de 1568. Grabado coloreado a la acuarela del Recueil des habillements de différentes nations, ancienes et modernes..., Londres, Thomas Jefferys, 1757.

Durante los siglos XVI, XVII y XVIII muy pocos autores se manifestaron contra la esclavitud, mientras que abundaron las obras que la justificaban y la legitimaban, sobre todo la que recaía sobre bárbaros, infieles y negros. «La esclavitud es considerada un uso social admitido y sancionado por las leyes y la doctrina cristiana, de las Sagradas Escrituras a San Pablo y Santo Tomás», ha señalado José Antonio Piqueras. «En América era común entre hombres y mujeres de riqueza y entre gente sencilla si podía costeárselos. En la Península los tenían la nobleza y los clérigos», añade Piqueras.
En la primera mitad del siglo XVI el fraile dominico Fray Bartolomé de Las Casas denunció la esclavización de los indios y envió numerosos escritos al rey Carlos de Habsburgo para que le pusiera fin, lo que se logró en 1542 con la aprobación de las Leyes Nuevas. Como alternativa Las Casas defendió que se llevaran esclavos negros a América para realizar los trabajos más duros que antes realizaban los indios. Sin embargo, en el último tercio de su vida se arrepintió de ello y también condenó la esclavitud de los negros por «ser tan injusto el cautiverio de los negros como el de los indios». Al parecer el detonante de su cambio de actitud fue una visita que hizo en 1547 a Lisboa ―entonces el principal puerto negrero europeo― durante la cual dominicos portugueses le informaron sobre el brutal apresamiento de esclavos negros en las costas africanas —y le proporcionaron libros sobre las conquistas portuguesas en África y Asia—. También le influyó el caso del liberto negro Pedro Carmona de Puerto Rico que había sido vuelto a vender como esclavo junto a su esposa y al que ayudó a presentar un recurso ante el Consejo de Indias por esas mismas fechas —y pagó la fianza para que pudiera salir de la prisión al haber sido declarado «esclavo fugitivo»—.

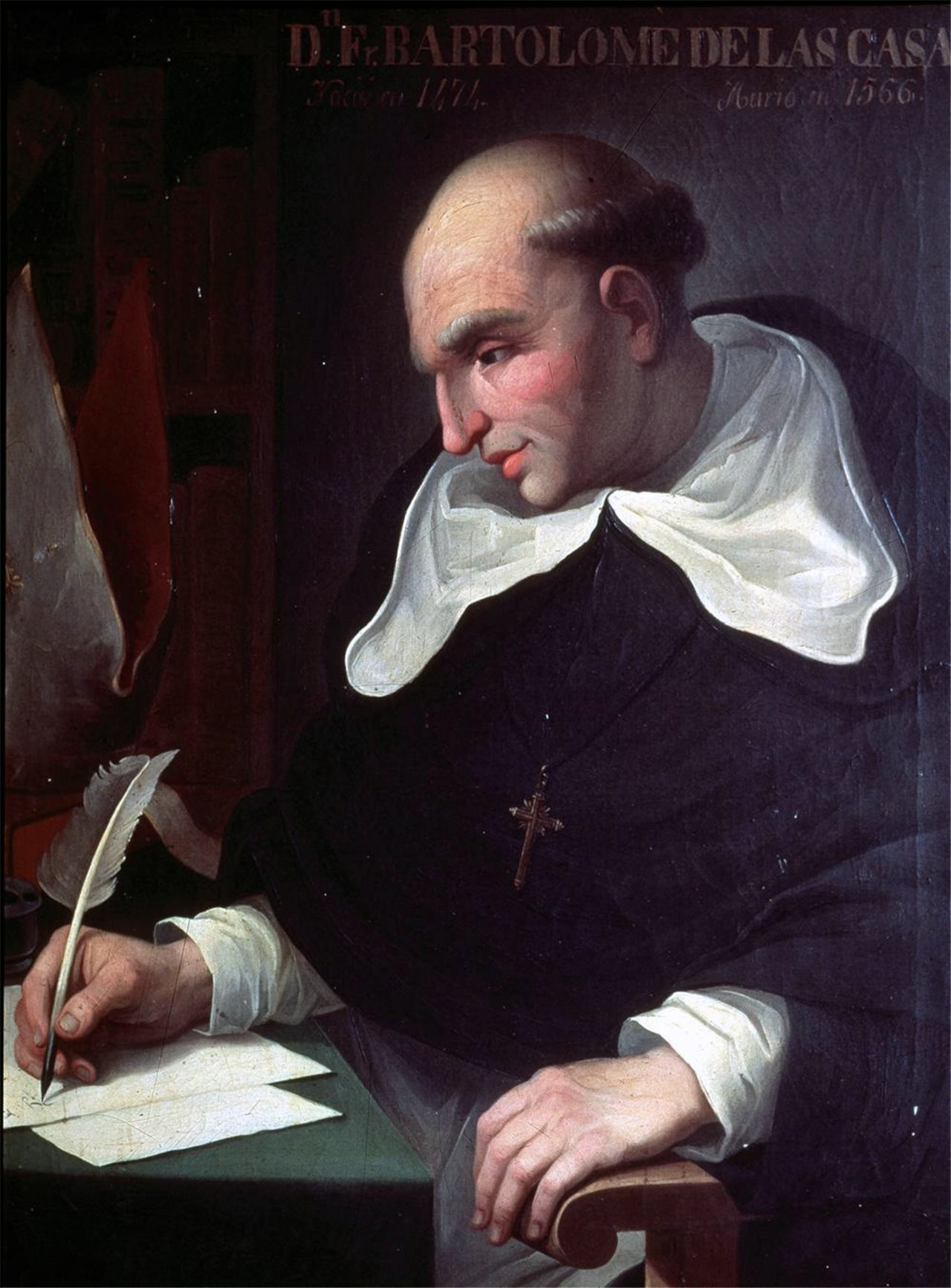
Fray Bartolomé de Las Casas, que en el último tercio de su vida también condenó la esclavitud de los negros por «ser tan injusto el cautiverio de los negros como el de los indios».

Pero, a diferencia de su denuncia de la esclavitud indígena, Las Casas no consiguió «que su defensa de los esclavos negros trascendiera mucho más allá», como ha señalado Magdalena Díaz Hernández, debido fundamentalmente a que su Historia de las Indias (obra que concluyó entre 1555 y 1561) en la que dedicó seis capítulos al tema no se publicaría hasta 1875 por la prohibición expresa del rey Felipe II, hijo y sucesor del rey Carlos, de imprimir cualquier libro relativo a las Indias bajo penas severísimas, incluida la de muerte. En esos seis capítulos Las Casas rebate que los negros capturados en África lo hubieran sido como resultado de una guerra justa (lo que «justificaría» su esclavización), sino que lo que allí se libraron fueron «guerras crueles, matanzas, cautiverios, totales destrucciones y aniquilamientos de muchos pueblos de gentes seguras y pacíficas... que nunca les impugnaron, ni les hicieron injuria, ni guerra, ni perjudicaron en la fe, ni jamás pensaron impedirla».
Como la Historia de las Indias de Las Casas no se publicó hasta 1875, se suele considerar el Arte de los contratos de Bartolomé Frías de Albornoz, publicado en 1573, la primera obra en que se impugna la trata atlántica al considerar contrarias al derecho natural la captura y la compra de africanos, cuyo comercio Frías califica de «carnicero». Sin embargo, el libro será prohibido por la Inquisición. Dos años después Tomás de Mercado publicaba la Summa de tratos y contratos en la que cuestionaba las causas de la esclavitud y criticaba las dramáticas condiciones en que se llevaba a cabo el transporte a América de esclavos negros africanos (lo que conocía de primera mano porque había vivido varios años en Nueva España). En 1627 el jesuita Alonso de Sandoval también denunció el comercio de esclavos en su De instauranda Æthiopum salute.
Pero los primeros en rechazar claramente la esclavitud ―y el comercio, asociado a ella― fueron dos frailes capuchinos, Francisco José de Jaca y Epifanio de Moirans, que coincidieron en La Habana de donde fueron expulsados en 1682 por predicar la libertad de los esclavos negros. Francisco José de Jaca escribió Resolución sobre la libertad, obra en la que deslegitimaba la esclavitud porque el hombre era libre por naturaleza. Moirans, por su parte, escribió Servi liberi en la que asimismo defendió la libertad de los esclavos ―«Todos los hombres son libres», afirmó―. Ambos fueron deportados y llevados ante el Consejo de Indias que les prohibió volver a América. Acabarían sus días en Roma.
José Antonio Piqueras ha llamado la atención sobre «la práctica inexistencia de un pensamiento antiesclavista en España entre los siglos XVI y XIX», lo que contrasta con lo que sucede en otros países europeos en los empiezan a proliferar, sobre todo a partir de la segunda mitad del siglo XVIII, las obras que impugnan la esclavitud y la trata atlántica. Piqueras lo atribuye a que en España se fueron «creando las condiciones perfectas de la intolerancia a la diferencia» y se formó «una jerarquía social que encontraba natural la esclavitud de los excluidos de procedencia “infame”».

## La Cortes de Cádiz (1810-1814): el primer intento (fallido) de abolición

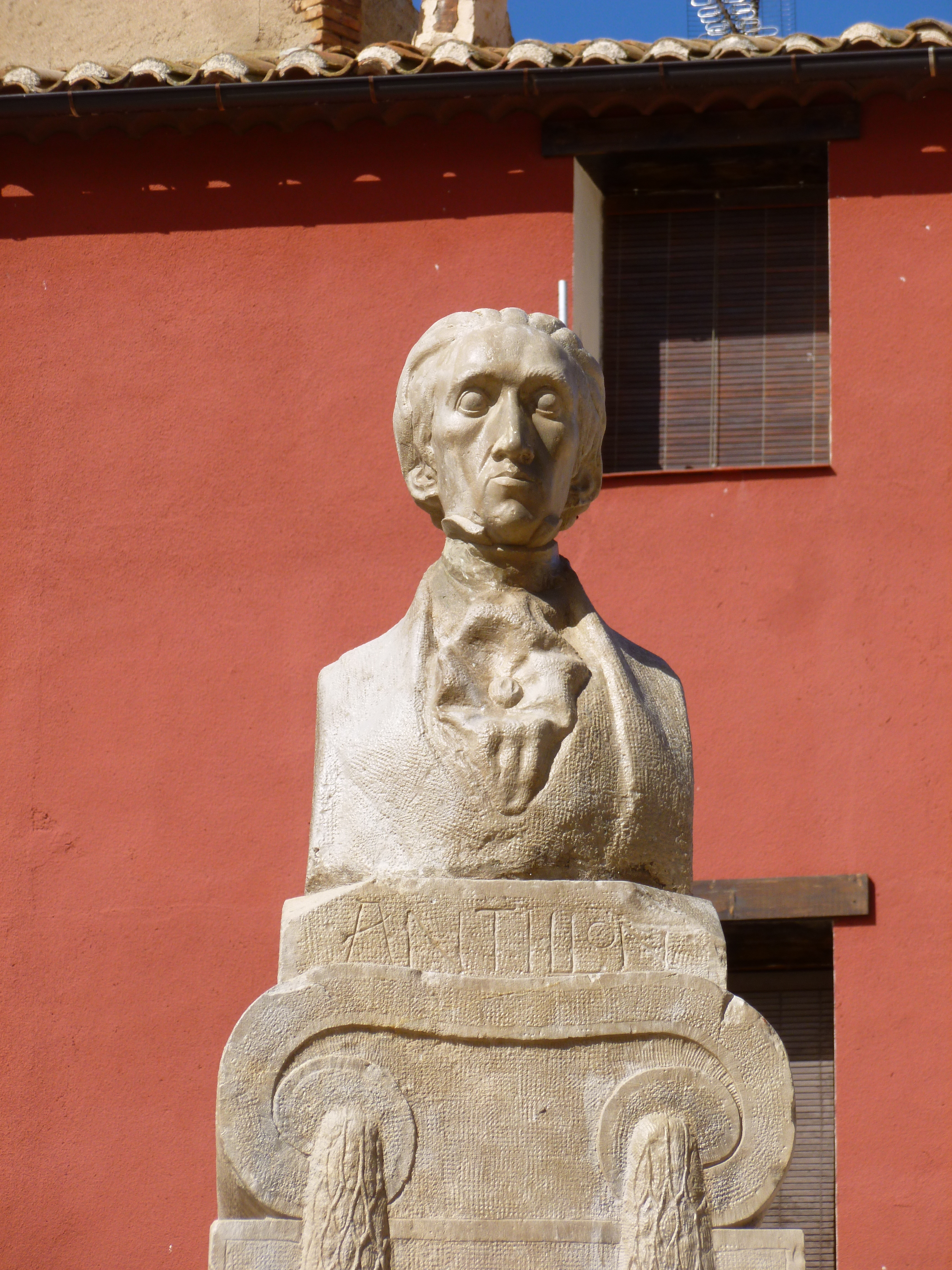
Estatua dedicada a Isidoro de Antillón y Marzo, pionero en la defensa de la abolición de la esclavitud, en su pueblo natal Santa Eulalia del Campo (provincia de Teruel).

Algunos diputados liberales de las Cortes de Cádiz se pronunciaron en contra de la trata de esclavos africanos, poco después de que en 1807 el Reino Unido de Gran Bretaña e Irlanda hubiera suprimido el comercio negrero en el Imperio británico. El antecedente español más inmediato con que podían contar los diputados era la Disertación en contra de la «ignominiosa esclavitud» y del comercio negrero, el «infame sistema», que el ilustrado Isidoro de Antillón y Marzo había presentado en la Academia Matritense de Derecho en 1802, es decir, cinco años antes de la prohibición de la trata en Gran Bretaña, lo que lo convirtió en un pionero del abolicionismo europeo y mundial ―el título completo de la Disertación era Disertación sobre el origen de la esclavitud de los negros, motivos que la han perpetuado, ventajas que se le atribuyen y medios que podrían adoptarse para hacer prosperar sin ella nuestras colonias―. Sin embargo, la Disertación no se publicó hasta julio de 1811, poco después del debate que tuvo lugar en las Cortes de Cádiz en abril sobre la abolición de la esclavitud. En la Disertación sostuvo que el comercio y la esclavitud de los negros, «infame, borrón y mancha de la cultura europea», «indigna al filósofo y avergüenza a los gobiernos ilustrados».

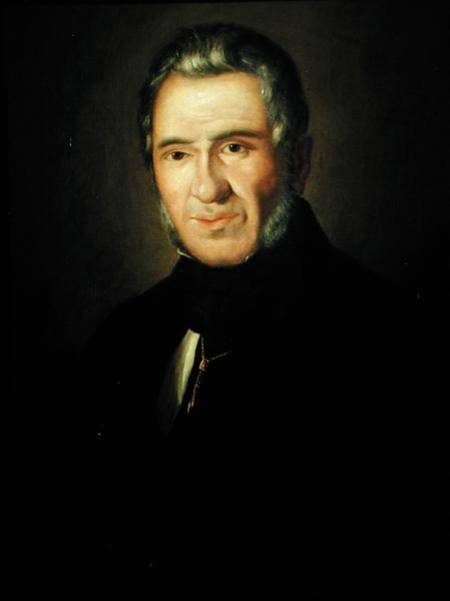
Retrato de Agustín Argüelles, diputado de las Cortes de Cádiz que presentó una propuesta para la abolición del «infame» comercio de esclavos.

El 2 de abril de 1811 las Cortes de Cádiz debatieron dos propuestas: la de abolición gradual de la esclavitud, por ser «contraria al derecho natural», presentada por el diputado de Nueva España José Miguel Guridi y Alcocer, y la del diputado Agustín de Argüelles, jefe de filas de los liberales, sobre la prohibición del «infame» tráfico de esclavos, siguiendo el ejemplo de Gran Bretaña, entonces aliada de los «patriotas» en la Guerra de la Independencia española ―esta última no incluía la abolición de la esclavitud porque Argüelles consideraba que no era el momento de debatir su abolición debido a que el «asunto… merece la mayor circunspección, atendido al doloroso ejemplar acaecido en Santo Domingo», en referencia a la revolución haitiana iniciada en 1791―. Por su parte la proposición de Guridi y Alcocer, que también incluía poner fin a la trata, «preveía declarar la libertad de los [esclavos] que en adelante nacieran de mujer esclava (lo que se conoce como vientres libres), la supresión de los castigos físicos y el pago de una pequeña retribución a los esclavos que permanecieran en cautividad, así como el reconocimientos de todos ellos del derecho de coartación [poderse comprar a sí mismos] por el mismo precio en que hubieran sido adquiridos. Ese plan abolicionista, de extinción gradual, llevaría entre 60 y 70 años verlo reconocido».

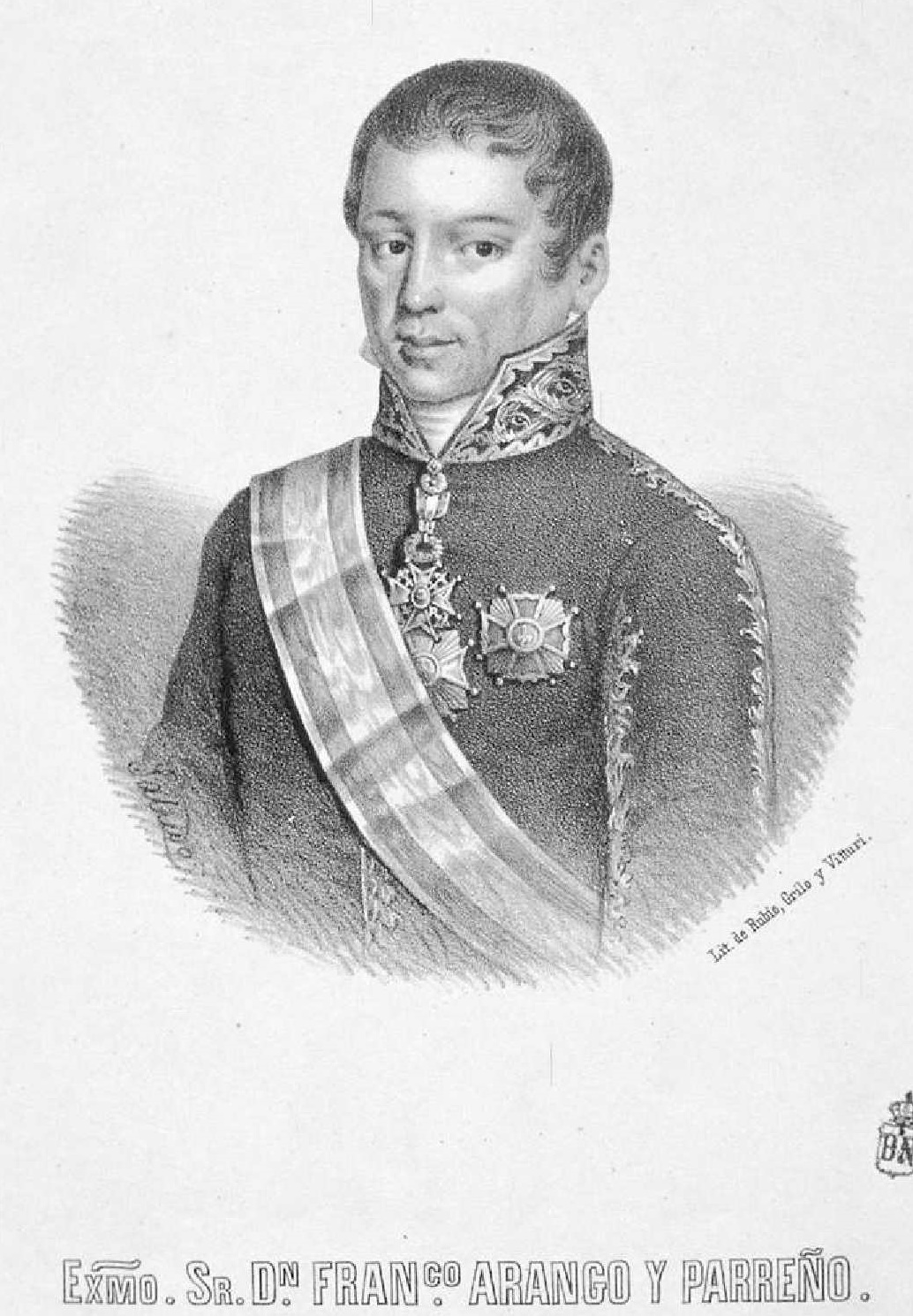
Retrato de Francisco de Arango y Parreño que fue el autor de la representación presentada por el cabildo de La Habana a favor de la pervivencia de la esclavitud y de la trata.

El debate causó una gran alarma en Cuba y el capitán general de la isla y el cabildo de La Habana hicieron llegar a las Cortes sendas representaciones mostrando su radical oposición a las dos propuestas ―la del consistorio de La Habana fue redactada por el diputado Francisco de Arango y Parreño, nacido en la capital cubana―. En relación con la supresión de la trata, Arango argumentó que conduciría a Cuba a la pobreza, ya que ninguna de las haciendas disponía de los negros suficientes y eran «poquísimas las que tienen hembras». La presión cubana surtió efecto ―contaron con el apoyo de los diputados absolutistas y de algunos liberales― y ninguno de los dos «asuntos» se volvió a discutir en las Cortes ―solo aparecieron tangencialmente― y la comisión que debía formarse para tratarlos nunca se constituyó.
De hecho la Constitución de 1812 consagró la existencia de la esclavitud. En el artículo 3.1. se establecía que «son españoles todos los hombres libres nacidos y avecindados en los dominios de las España», por lo que se reconocía implícitamente la existencia de hombres y mujeres no libres. En el artículo 18 se establecía que «son ciudadanos aquellos españoles que por ambas líneas traen su origen de los dominios españoles de ambos hemisferios», fórmula por la que se excluía a los originarios de África ―en realidad se les excluía «por la sencilla razón de ser descendientes de esclavos cuando la esclavitud seguía vigente», ha puntualizado José Antonio Piqueras―. El artículo 22 abría «la puerta de la virtud y del merecimiento para ser ciudadanos» «a los españoles que por cualquier línea son habidos y reputados por originarios de África». El artículo continuaba diciendo: «en su consecuencia, las Cortes concederán carta de ciudadanos a los que hicieren servicios cualificados a la patria o a los que se distingan por su talento, aplicación y conducta, con la condición de que sean hijos de legítimo matrimonio de padres ingenuos; de que estén casados con mujer ingenua y avecindados en los dominios de las Españas, y de que ejerzan alguna profesión, oficio o industria útil con un capital propio». Este artículo ha sido calificado por José Antonio Piqueras como «gesto miserable de conmiseración».

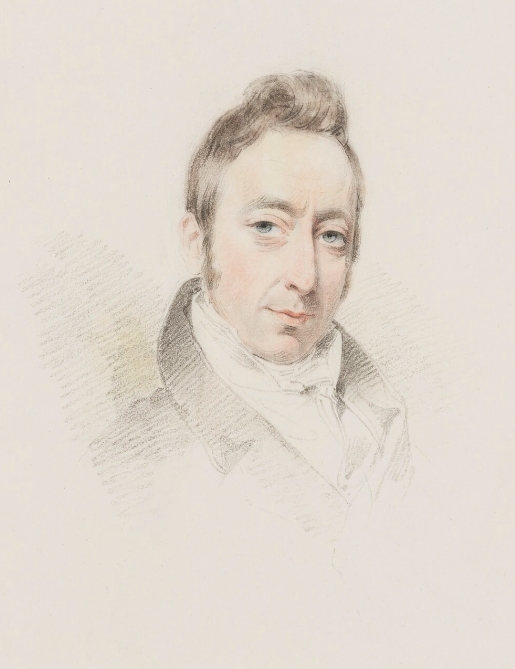
Retrato de José María Blanco White de 1812, cuando ya se había exiliado en Inglaterra. En 1814 publicó en Londres una obra en contra de la esclavitud y de la trata titulada Bosquejo del comercio de esclavos y reflexiones sobre el tráfico considerado moral, política y cristianamente.

Desde su exilio en Inglaterra el liberal José María Blanco White ―que coincidió en Sevilla con Antillón y que se ocupó con frecuencia de la cuestión de la esclavitud en el El Español (1810-1814), donde reprodujo algunas de las intervenciones parlamentarias del abolicionista británico William Wilberforce―, publicó en Londres en 1814 Bosquejo del comercio de esclavos y reflexiones sobre el tráfico considerado moral, política y cristianamente, obra «cuya importancia es igual o superior a la Disertación de Antillón», según José María Martínez de Pisón Cavero. En ella Blanco White defendió ―contra la «claudicación vergonzosa» de los liberales en las Cortes de Cádiz― la abolición de la trata y de la esclavitud, aunque se manifestó cauto sobre cómo llevarla a cabo porque «de manumitirse todos [los esclavos] a la vez» se corre el riesgo «de que se entreguen al desorden en lugar de la libertad, al pillaje en lugar de la industria», además de que llevaría a la «ruina a una gran porción de propietarios de lo que resultaría una desolación y trastorno universal». Blanco White advertía de la doble moral de los que se oponían a la tortura, «mientras miran como un problema dificultosísimo, el decidir si tenemos derecho o no derecho a atormentar a un número ilimitado de "inocentes"».

## Reinados de FernandoVII y de IsabelII (1814-1868): la abolición de la esclavitud en la península y la «edad de oro» de la trata «ilegal»
Una prueba de que la percepción sobre el comercio de esclavos estaba cambiando en Europa tras el fin de las guerras napoleónicas fue la Declaración de las potencias sobre el tráfico de esclavos del 8 de febrero de 1815 del Congreso de Viena firmada por las monarquías absolutistas y la monarquía británica ―que fue la que formuló la propuesta en contra del «infame tráfico» que ya había prohibido en 1807―. Tras la declaración el Reino Unido presionó al resto de monarquías europeas para que siguiendo su ejemplo suprimieran el comercio negrero en sus dominios. Uno de los objetivo principales de los británicos fue la monarquía de Fernando VII, quien finalmente firmó el 23 de septiembre en 1817 un tratado con Inglaterra por el que abolía el comercio de esclavos en el Imperio español a cambio de 400 000 libras. El artículo primero del tratado de abolición del comercio negrero firmado el 23 de septiembre de 1817 decía así:

Desde esta época en adelante no será lícito a ningún vasallo de la corona de España el comprar esclavos o continuar con el tráfico de esclavos.

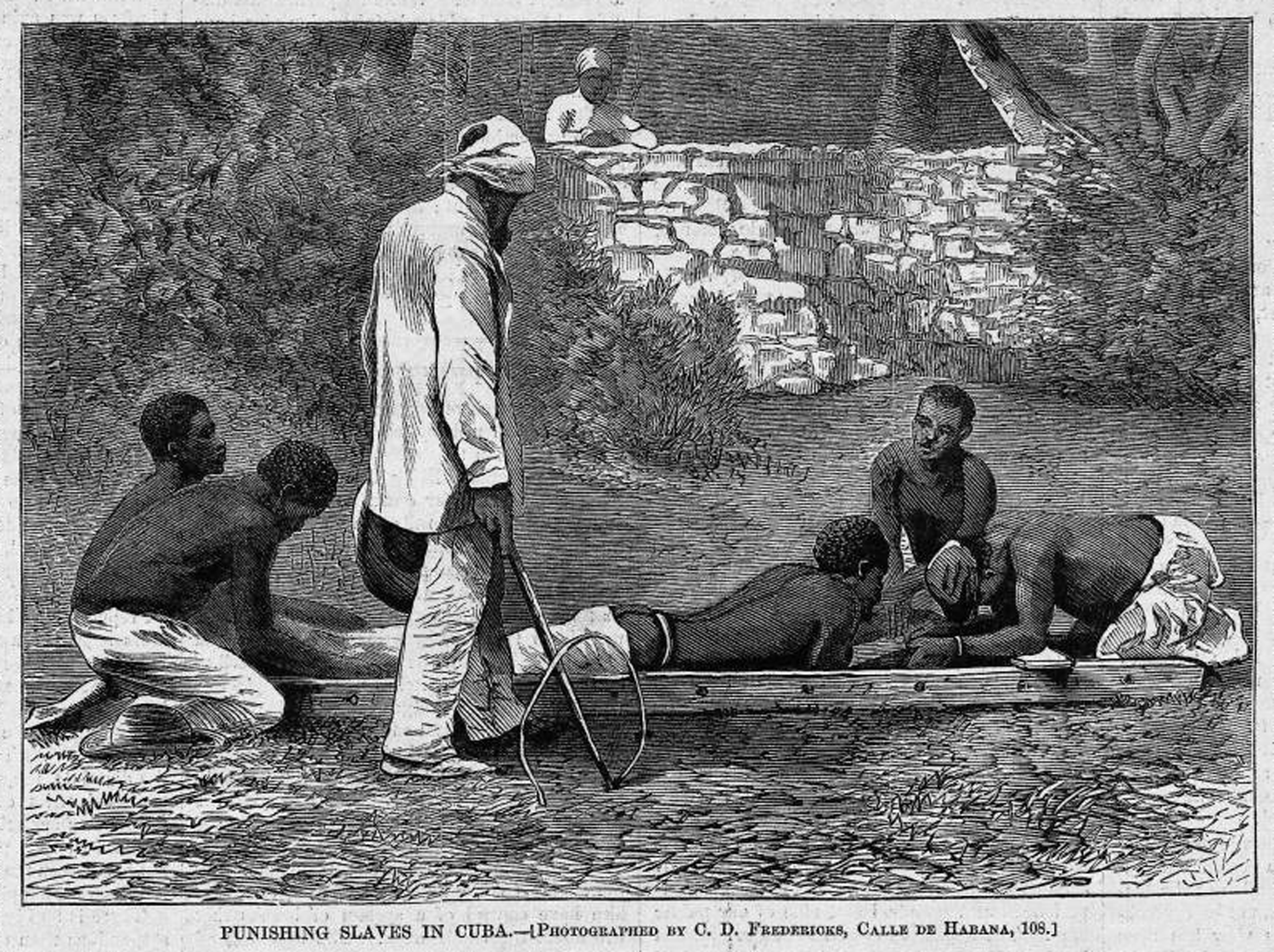
Illustración del Harper's Weekly (1868) sobre la esclavitud en Cuba. Representa una escena en la que unos esclavos atan a una escalera a otro para que sea «interrogado» por el amo, que porta un látigo.

Francisco Arango ―que se había quedado a vivir en España y Fernando VII lo había nombrado miembro del Consejo de Indias― consiguió que la entrada en vigor del acuerdo con Inglaterra se retrasara hasta 1820. En el alegato que presentó al rey, suscrito por otros seis consejeros, se decía que «de ningún modo podemos convenir en que el tráfico de negros se prohíba inmediatamente» porque «las provincias de América que se encuentran en la triste necesidad de cultivar sus tierras con esclavos, no tienen medio alguno para suplir la falta de los que mueran o se ahorquen [sic]», teniendo en cuenta que en ninguna de «las haciendas de América… el número de hembras es proporcionado al de varones». Así pues, «sería cegar de improviso todas las fuentes de prosperidad». Por último recurría a un argumento declaradamente racista: «Nos preocupamos por unos bárbaros sin policía ni civilización y que nunca han usado de su libertad sino para venderse o devorarse». En 1834 Arango sería condecorado por la regente María Cristina de Borbón, ella y su segundo marido Fernando Muñoz enriquecidos con el comercio de esclavos y con la explotación de un ingenio azucarero cubano cultivado por esclavos, con el título de marqués de la Gratitud.

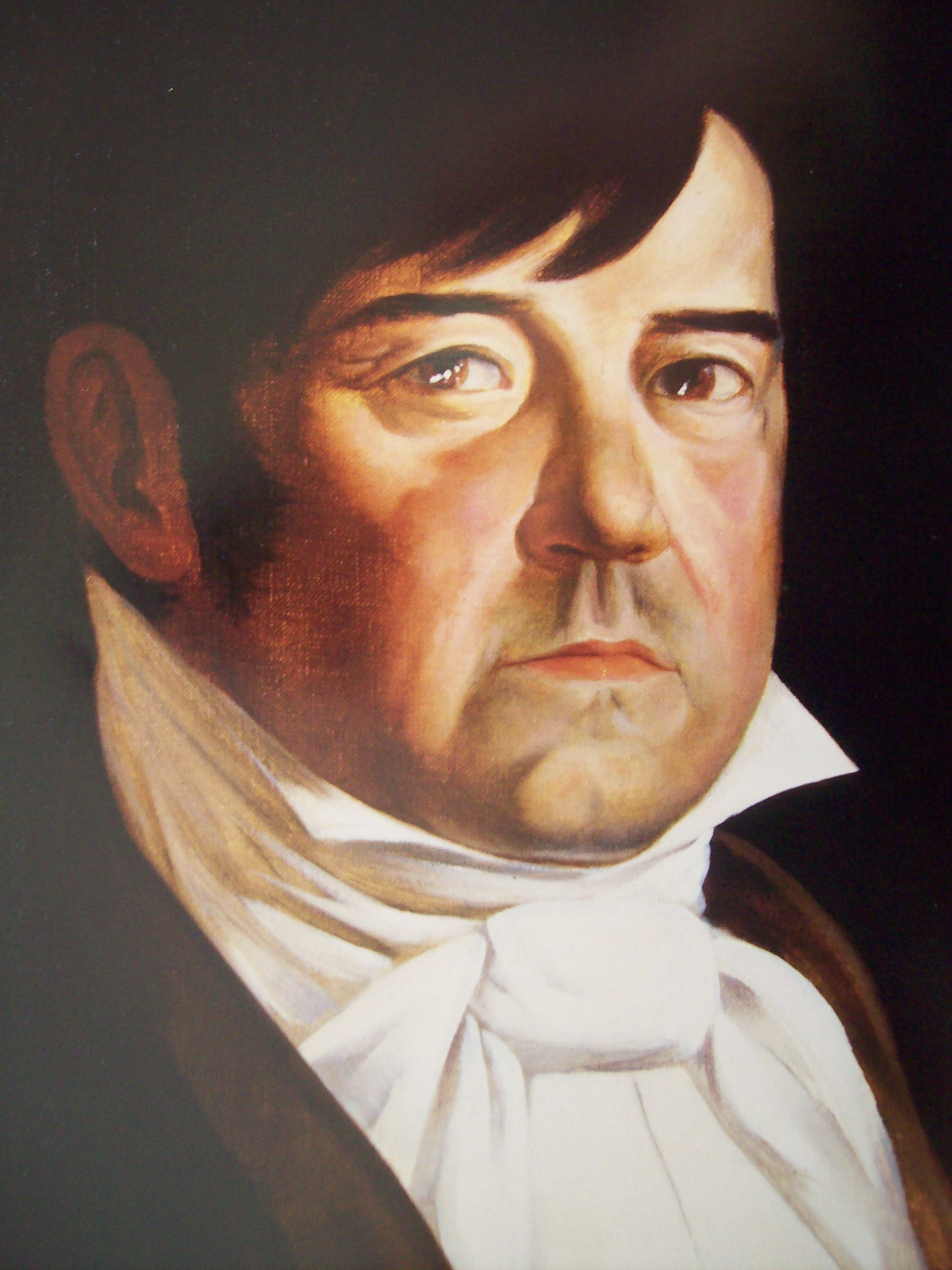
Miguel Ramos Arizpe, diputado novohispano de las Cortes del Trienio Liberal que presentó una propuesta para recuperar las iniciativas de Guridi y de Argüelles de 1811 para abolir el comercio de esclavos africanos.

Tras la restauración de la monarquía constitucional en marzo de 1820 las Cortes, elegidas según lo establecido en la Constitución de 1812, fueron las encargadas de hacer cumplir el acuerdo con Gran Bretaña que entraba en vigor entonces y poner fin así al «inhumano comercio». El diputado novohispano Miguel Ramos Arizpe propuso que se recuperaran las iniciativas de Guridi y de Argüelles de 1811 y se reeditó la Disertación de Antillón, a quien las Cortes le rindieron un homenaje tras exhumar sus restos ―Antillón había muerto en julio de 1814 en su pueblo natal Santa Eulalia a causa de las secuelas del grave atentado que había sufrido en noviembre del año anterior en Cádiz a la salida de un debate en las Cortes; en 1823 una partida realista volvió a desenterrar sus restos y los quemó en la plaza del pueblo―.

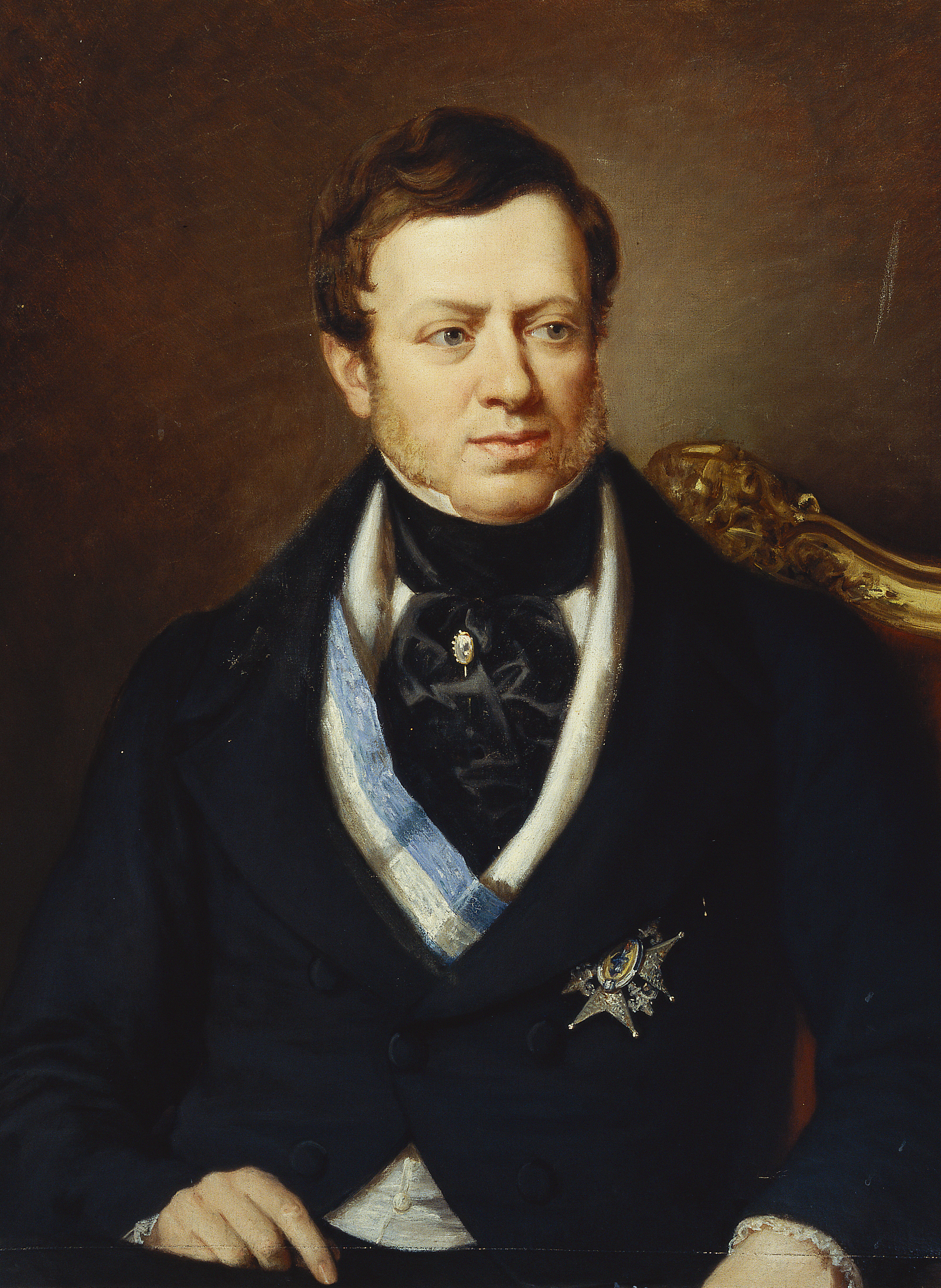
Retrato del conde de Toreno que presentó en las Cortes del Trienio un proyecto de ley para abolir la trata atlántica, en cumplimiento del tratado acordado con el Reino Unido de Gran Bretaña e Irlanda en 1817. Cuando ocupó la presidencia del gobierno en 1835 renovó el tratado con los británicos, dando nacimiento a la figura del «emancipado», un liberto que estaba sometido a unas condiciones similares a las del esclavo.

Por su parte, el diputado liberal moderado conde de Toreno pidió la formación de una comisión para que estudiara y propusiera «a la mayor brevedad las medidas necesarias para reprimir el tráfico de esclavos de África» «un tráfico tan vergonzoso e inhumano», iniciativa que también apoyó Ramos Arizpe y que fue aprobada. El proyecto de ley que elaboró la comisión contemplaba penas muy severas para los que participaran en la trata, así como para las autoridades que la consintieran ―reclusión de seis a diez años en un presidio africano―. Además los esclavos aprehendidos en las expediciones que fueran descubiertas serían declarados libres inmediatamente. Sin embargo, el proyecto de la comisión, que fue presentado por el propio conde de Toreno en abril de 1821, no fue aprobado porque fue boicoteado por varios diputados en connivencia con el ministro de la Gobernación de Ultramar, un moderado de origen peruano. En la oposición al proyecto destacó el clérigo y diputado cubano Juan Bernardo O'Gaban, portavoz de los intereses esclavistas de la isla y autor del opúsculo Observaciones sobre la suerte de los negros del África considerados en su propia patria, y trasplantados a las Antillas españolas. Propuso una moratoria de seis años, para dar tiempo a los hacendados para hacer acopio de brazos y muy «especialmente de ‘hembras’ africanas para la conservación de la especie y de las fincas» y a cambio ofrecía la suma que habían pagado los ingleses a la Corona, reembolsada por los propietarios de la isla. Según Juan Antonio Piqueras, su alegato a favor de la esclavitud «es uno de los discursos más cínicos que podamos leer, aparte de los salidos de la pluma de Arango».

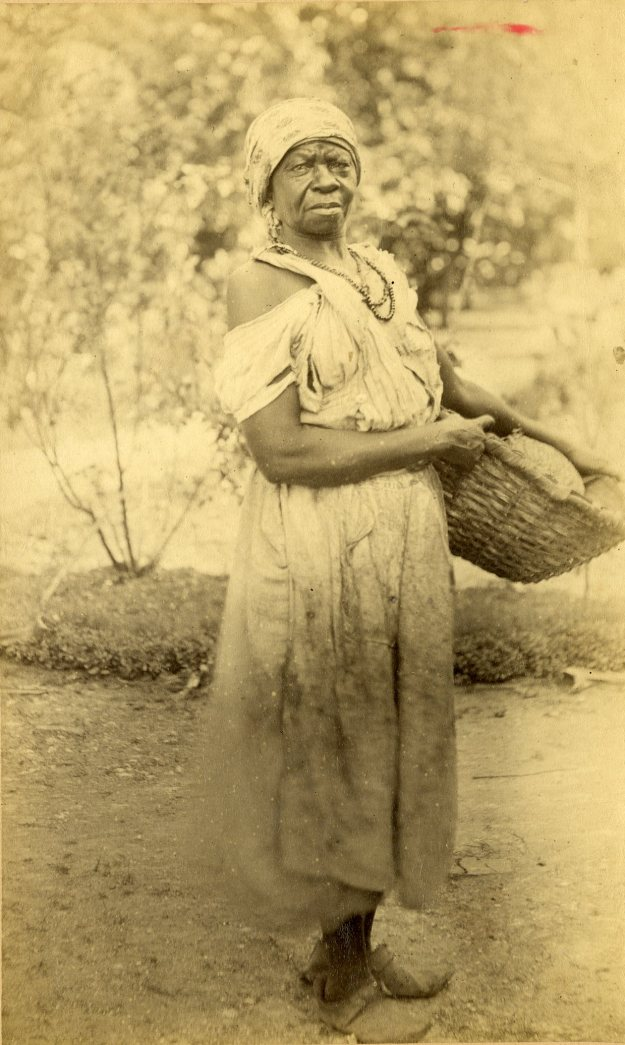
Esclava cubana.

Por el contrario, el también clérigo y diputado cubano Félix Varela era totalmente partidario de la prohibición de la trata y de la abolición (gradual) de la esclavitud, pero no se pronunció en tal sentido por «un exceso de prudencia y una concepción rígida del mandato imperativo que le llevaba a ser fiel a la voluntad de sus electores, esclavistas». La Memoria que demuestra la necesidad de extinguir la esclavitud de los negros en la isla de Cuba, atendiendo a los intereses de sus propietarios no se publicaría hasta 1886, el año en que fue abolida la esclavitud en Cuba, y el detallado proyecto de extinción que acompañaba a la Memoria no se editó hasta 1938. Por otro lado, el Código penal de 1822 llegó a incluir «el tipo penal de la trata de esclavos», pero la segunda restauración absolutista en España de 1823 que puso fin al Trienio Liberal impidió que se aplicara.
Dos años después de la muerte de Fernando VII en 1833, el liberal conde de Toreno ocupó la presidencia del Gobierno, bajo la Regencia de María Cristina de Borbón, y promovió la aprobación de la ley de represión del comercio negrero que había presentado catorce años antes. En ella, tal como habían solicitado los británicos, se aceptaba que el barco que hiciera la presa del navío negrero se responsabilizara de la «carga» y se comprometiera a mantener a los esclavos «emancipados» y a «educarlos» ―«enseñarles» a ser hombres libres―, estando estos obligados a trabajar para sufragar su manutención y «educación» durante ocho años, por lo que en la práctica la condición de «emancipado» quedó asimilada a la de esclavo. De hecho muchos «emancipados» fueron «alquilados» a los propietarios de los ingenios donde trabajaron en unas condiciones que diferían muy poco de la de los esclavos ―hubo casos en que fueron vendidos―, con el pretexto de que representaban un peligro de insurrección en las ciudades por su «pernicioso» ejemplo ―incluso hubo varios intentos de trasladarlos a la colonia africana española de Fernando Poo―. Unos 26 000 africanos vivirán bajo este estatus de «esclavo encubierto» hasta que la condición de «emancipado» fue abolida en 1870. Mayor impacto tuvo el reconocimiento del «derecho de coartación» según el cual un esclavo podía ir amortizando progresivamente el precio pagado por sus amos y conseguir así la libertad.

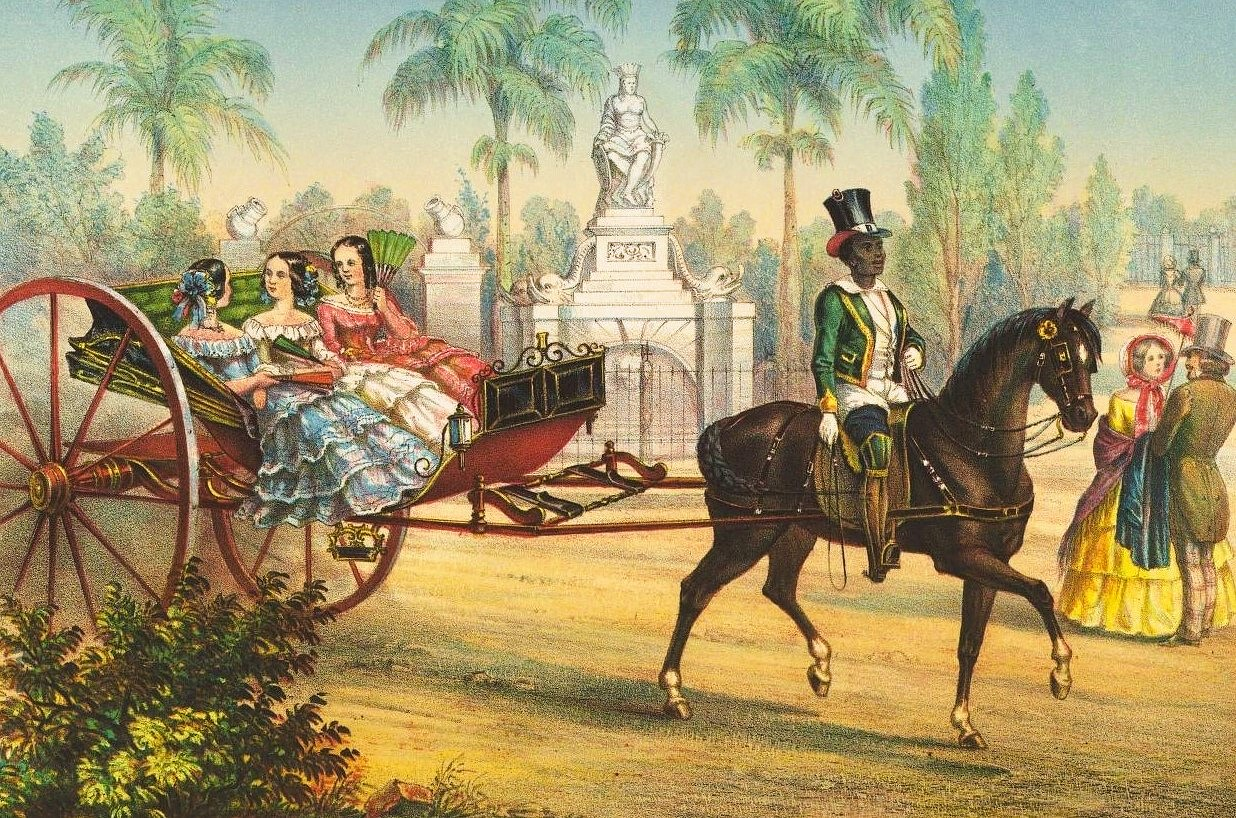
Esclavo doméstico a caballo conduciendo un carruaje en Cuba (hacia 1850).

Pero la realidad fue que, tras la renovación del tratado con Gran Bretaña firmada el 28 de junio de 1835 y cuyo objeto era «hacer más eficaces los medios de abolir el inhumano tráfico de esclavos», no sólo la trata continuó, sino que se incrementó y de nada sirvieron las continuas protestas y amenazas británicas. Los sucesivos gobiernos españoles incumplieron el tratado y ampararon la trata «ilegal», que además fue fomentada por las autoridades coloniales. Sí que se aplicó en la península mediante un decreto de marzo de 1836 que ordenaba poner en libertad a todos los esclavos que llegaran a sus costas. «Se ponía así de relieve la doble moral con la que operaba la Corona española, pues prohibía la esclavitud en la metrópoli y la mantenía en las colonias», han comentado Lucena Salmoral y Lucena Giraldo. El diferente trato se justificaba en el decreto porque «en el territorio europeo repugnaba a la vista, y [la esclavitud] perjudicaba a las costumbres sociales», lo que daba a entender que no repugnaba a la vista en las colonias.
A principios de 1837 una ley aprobada por las Cortes abolía la esclavitud «en la península, islas adyacentes y posesiones españolas en África», justificándolo así: «la esclavitud, afrenta de la civilización y cultura moderna, es incompatible con los principios de libertad y humanidad que profesa el pueblo español; y exige una ley que declare la abolición entera de aquella en el territorio europeo». «De nuevo, las posesiones ultramarinas están ausentes de texto», comenta Eduardo Galván Rodríguez. El argumento utilizado para no extender la abolición a «las provincias de ultramar» fue que «el cultivo de sus más ricas producciones y la elaboración industrial de estas se ejecutan allí por esclavos; así es que estos se consideran el instrumento necesario, como el medio único de asegurar aquellos intereses y riqueza».

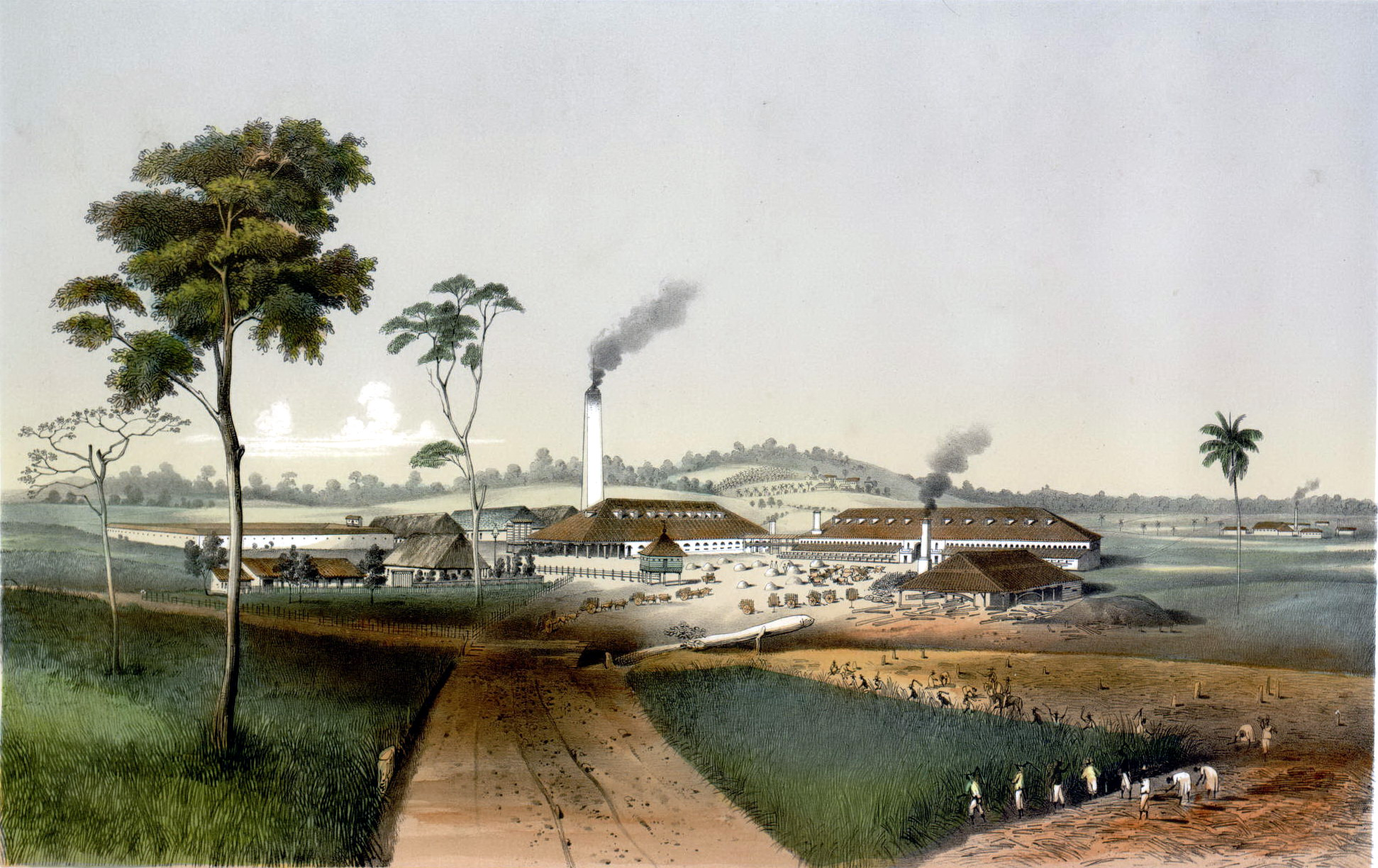
Vista general del ingenio azucarero Santa Teresa Agüica en 1857.

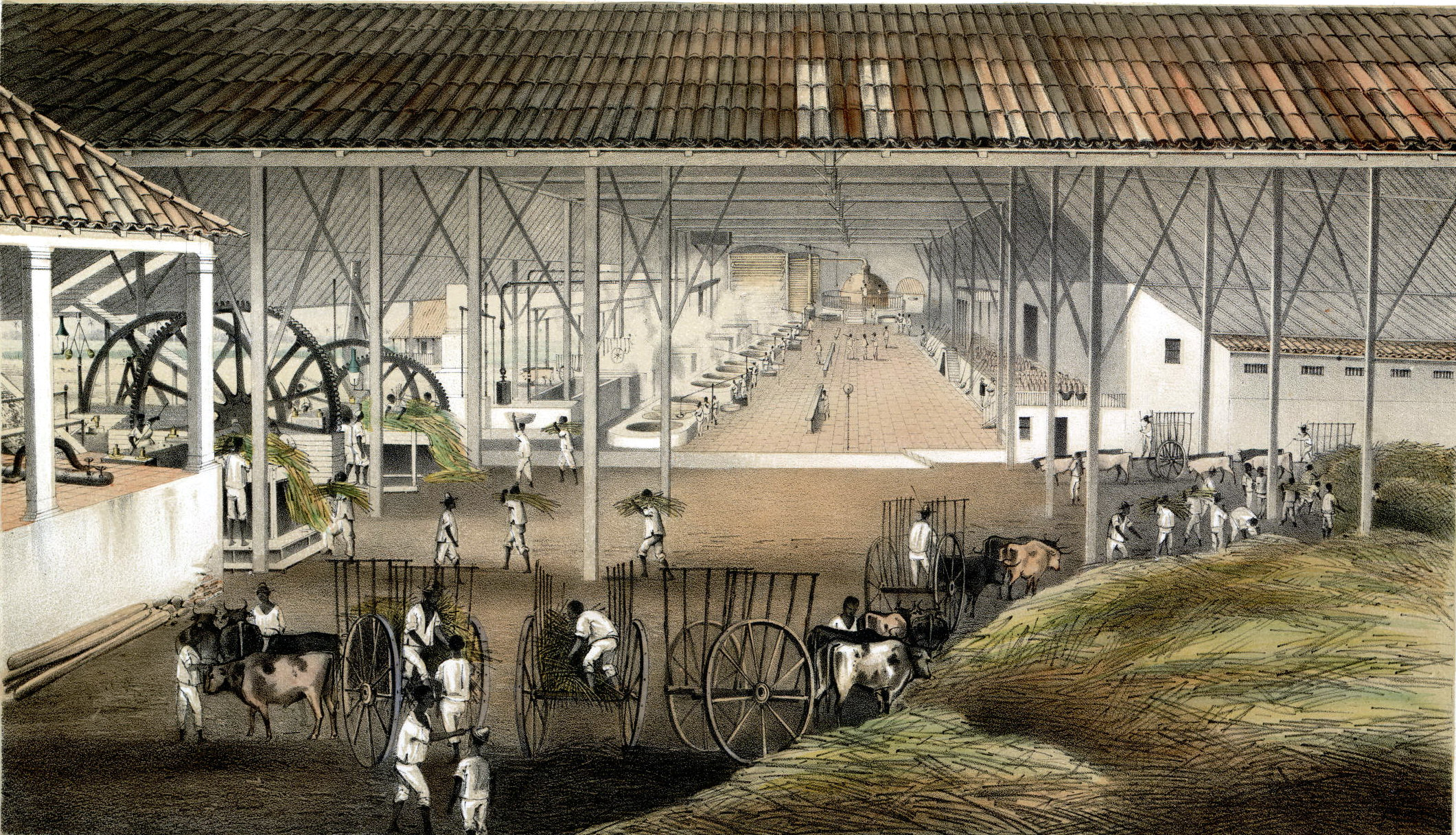
Casa del calderas del ingenio azucarero El Progreso en 1857.

El resultado de la tolerancia de la trata «ilegal» en las Antillas fue que «Cuba y Puerto Rico recibieron en esta etapa el mayor contingente de esclavos de toda su historia» ―más de un cuarto de millón fueron desembarcados en Cuba, 50 000 en Puerto Rico; según cifras oficiales en 1837 había en Cuba 286 942 esclavos―. Además, «se trató del período más inhumano de la trata negra, pues los buques escondían a los esclavos en dobles bodegas y apenas llevaban alimentos y agua, para no ser descubiertos por las naves de guerra [británicas] que la combatían», han señalado Lucena Salmoral y Lucena Giraldo. El crecimiento de la esclavitud en Puerto Rico y, sobre todo, en Cuba fue tan grande que se establecieron reglamentos para el «control» y «sujeción» de los esclavos negros, ya que el cimarronaje y los tumultos comenzaron a proliferar. El Reglamento de Esclavos de Cuba fue promulgado en noviembre de 1842.

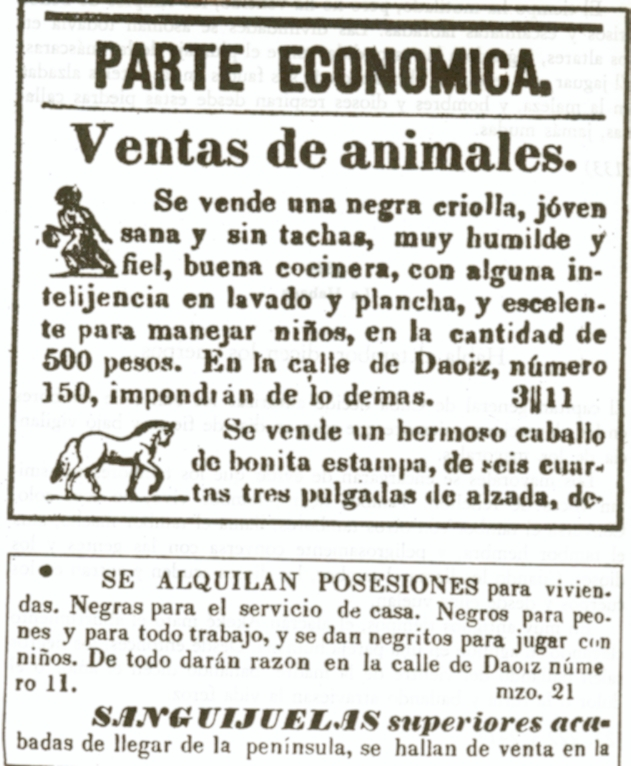
Anuncio publicado en la prensa de La Habana, en 1839. Bajo el epígrafe Venta de animales se incluye la venta de una «negra criolla, joven, sana y sin tachas» y de un «hermoso caballo». Más abajo «SE ALQUILAN POSESIONES para viviendas. Negras para el servicio de casa. Negros para peones y todo tipo de trabajos y se dan negritos para jugar con niños». A continuación se venden «SANGUIJUELAS superiores acabadas de llegar de la península».

En 1845 las Cortes aprobaron una nueva ley para eliminar la trata que, según José Antonio Piqueras, resultó «tan inútil como la de diez años antes». En 1839, el papa Gregorio XVI había condenado el comercio de esclavos africanos en una letra apostólica, poniendo «fin a 300 años de silencio de la Iglesia sobre la trata negrera».
Durante esos años se formó en Cuba un grupo contrario a la trata integrado por jóvenes acomodados encabezados por el erudito de origen dominicano Domingo del Monte. El grupo, denominado por el historiador José Antonio Piqueras la «generación de 1834», tuvo que actuar de forma discreta debido al apoyo generalizado al comercio de esclavos por parte de los hacendados cubanos, que contaba además con la connivencia del capitán general Miguel Tacón y Rosique. Los miembros del grupo de Del Monte mantuvieron contactos periódicos con el cónsul británico en La Habana, teniendo muy presente que el Reino Unido acababa de aprobar la abolición de la esclavitud en sus colonias de las Antillas ―aunque los miembros del grupo no llegaron a pedir directamente su abolición en Cuba por temor al desorden que provocaría―. Un miembro del grupo, Anselmo Suárez y Romero, animado por Del Monte, escribió en 1839 un folletón antiesclavista titulado Francisco. El Ingenio o las delicias del campo, aunque no se publicaría hasta 1880. La novela se basaba en la autobiografía del esclavo Juan Francisco Manzano, poeta autodidacta, a quien Del Monte había alentado a escribirla tras comprar su libertad, y cuya primera parte fue traducida al inglés por el cónsul británico y publicada en Londres en 1840. Otra novela antiesclavista que también tardó mucho tiempo en ser publicada ―Nueva York, 1882― fue Cecilia Valdés. Escrita por Cirilo Villaverde en 1839, está considerada como una obra cumbre de la literatura cubana del siglo XIX.
Uno de los miembros del grupo, José Antonio Saco, resultó elegido diputado en las elecciones generales de España de octubre de 1836, pero cuando llegó Madrid fue expulsado de las Cortes, junto con el resto de representantes de Ultramar y la nueva Constitución estableció que Cuba y Puerto Rico se regirían por leyes especiales (que nunca llegaron a ser promulgadas). Saco, que también fue expulsado de Cuba por orden del capitán general Tacón, se oponía al comercio de esclavos africanos, pero recurriendo a argumentos racistas. Defensor a ultranza de una Cuba «blanca», sostenía que al poner fin a la trata la población negra iría extinguiéndose y «blanqueándose» mediante el mestizaje. Con ese mismo fin debía alentarse la inmigración de colonos blancos. En cuanto a la esclavitud abogaba por una abolición gradual e indemnizada y acordada con los propietarios, para que tuvieran tiempo para adaptarse al trabajo libre.

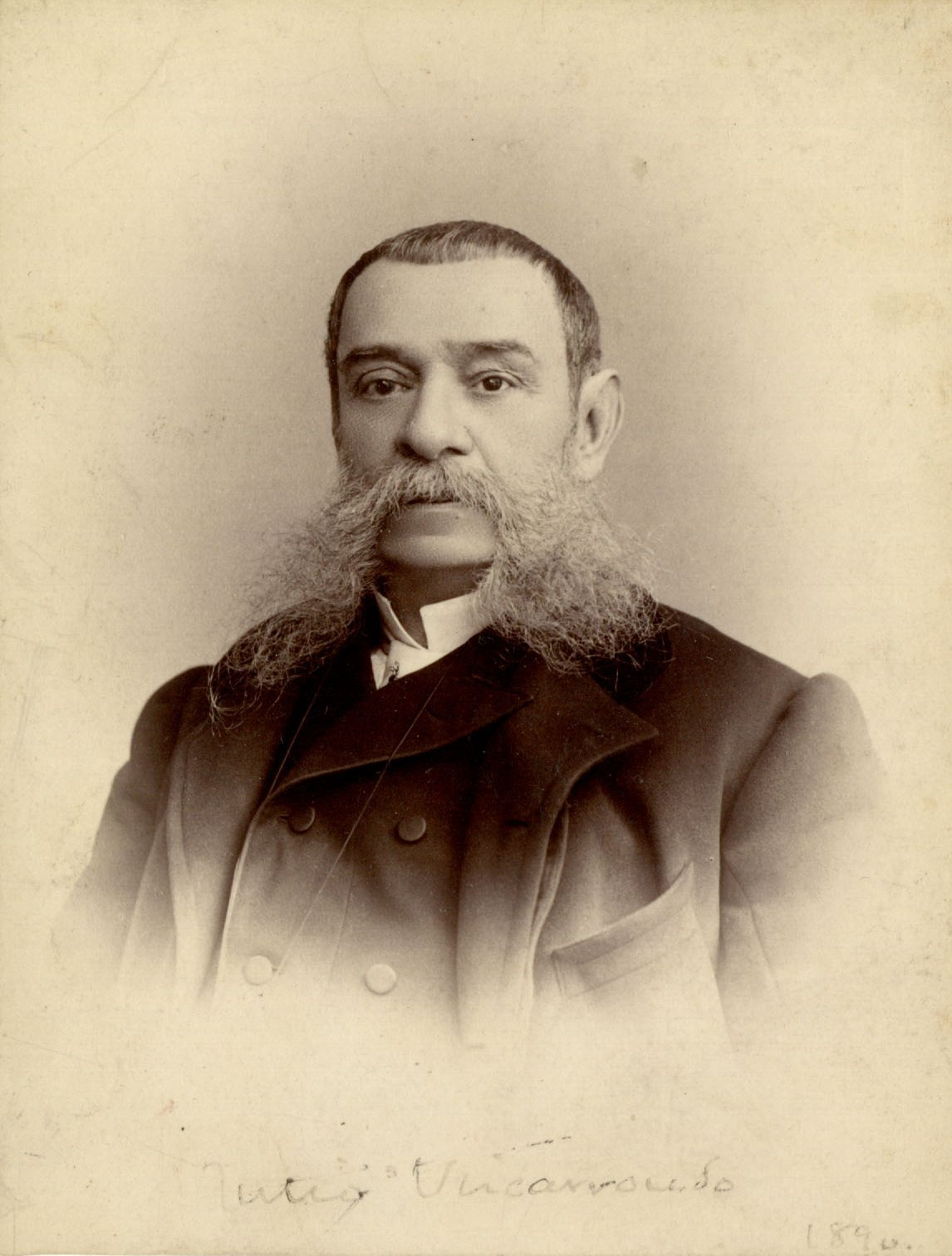
Fotografía de Julio Vizcarrondo fundador y principal impulsor de la Sociedad Abolicionista Española, autorizada por el gobierno en 1865.

Tras la abolición de la esclavitud en 1865, como resultado de la victoria de la Unión en la guerra civil, Estados Unidos presionó a todos los países que todavía la mantenían para que la abolieran también. En este contexto se produjo la autorización por parte del gobierno español para que pudiera constituirse la Sociedad Abolicionista Española, pero con la prohibición expresa de que pudiera instalarse en las provincias de Ultramar, donde pervivía el sistema esclavista.
La Sociedad fue impulsada por el puertorriqueño Julio Vizcarrondo junto con un grupo de amigos y en ella se integraron destacados políticos, como el demócrata Emilio Castelar o los progresistas Práxedes Mateo Sagasta y Segismundo Moret, e intelectuales, como el escritor Juan Valera. Creó el periódico El Abolicionista y desplegó una gran actividad para conseguir que la esclavitud fuera definitivamente abolida en las colonias españolas.
En 1866 el gobierno moderado del general Narváez promulgó un decreto-ley, convalidado por las Cortes al año siguiente, que pretendía poner fin definitivamente a la trata, hasta entonces tolerada. Se imponían duras penas a los negreros y, lo que resultó más eficaz, se ordenó levantar un censo de los esclavos y liberar a partir de entonces a los que no figuraran en él, «con lo que la trata recibía un herida certera», según Juan Antonio Piqueras, en un momento en que la intervención y la vigilancia de la flota estadounidense en el Atlántico, unida a la británica, había hecho cada vez más difícil y arriesgado el comercio negrero. Al mismo tiempo se reunió en Madrid una Junta Informativa de Ultramar, propuesta por el gobierno anterior presidido por el general O'Donnell ―quien en 1844, durante su mandato como capitán general de Cuba, había reprimido con extrema dureza una supuesta rebelión de esclavos conocida como la Conspiración de la Escalera―. En la Junta, presidida por Alejandro Oliván, antiguo ministro y agente de negreros y esclavistas en las Cortes de los años 1830, los delegados cubanos aceptaron como inevitable el fin definitivo de la trata y defendieron que la abolición de la esclavitud debía ser gradual ―empezando por los esclavos mayores de 60 años― y que los propietarios de esclavos debían ser indemnizados por el Estado. Admitían el principio de los vientres libres (que los hijos de una esclava ya no fueran esclavos), pero dejándolos bajo el «patronato» de los propietarios de la madre hasta los 18 o 21 años. Por último, exigían que las medidas que se adoptasen por el gobierno debían ser previamente consultadas con las corporaciones de Cuba y de Puerto Rico.

## Sexenio Democrático (1868-1874): la «ley Moret» y la abolición de la esclavitud en Puerto Rico

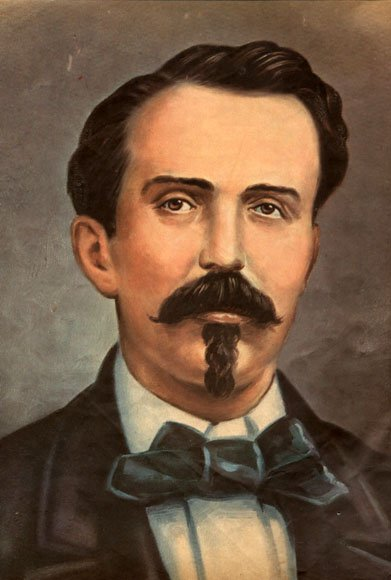
Carlos Manuel de Céspedes. Encabezó la rebelión independentista cubana que dio inicio a la Guerra de los Diez Años y presidió la rebelde Asamblea de Guáimaro que aprobó la abolición de la esclavitud en la isla.

Al mes siguiente del triunfo de la revolución de septiembre de 1868, que puso fin al reinado de Isabel II, comenzó en el Oriente de Cuba (tras el Grito de Yara) una insurrección independentista que iba dar lugar a la una larga guerra. La Asamblea constituyente de Guáimaro reunida por los insurgentes en julio de 1869 decretó la abolición completa y sin indemnizaciones de la esclavitud, convencidos sus miembros de que «la abolición incondicional de la esclavitud» por parte del gobierno español era «inminente» por lo que decidieron «anticiparse». Tras esta decisión muchos esclavos se unieron a las fuerzas rebeldes.
La respuesta de los hacendados del Occidente de la isla, donde se concentraban los ingenios azucareros explotados con mano de obra esclava (en aquel momento había en Cuba unos 300 000 esclavos), fue desplegar una intensa campaña de presión ante las autoridades coloniales de la isla y ante el gobierno de Madrid en defensa de la esclavitud, con el Casino Español de La Habana como centro neurálgico de la agitación, y asimismo formar milicias para combatir a los insurrectos. A su vez Estados Unidos presionaba en sentido contrario al gobierno provisional español presidido por el general Prim amenazando con reconocer a los sublevados si no se aprobaba la abolición de la esclavitud.

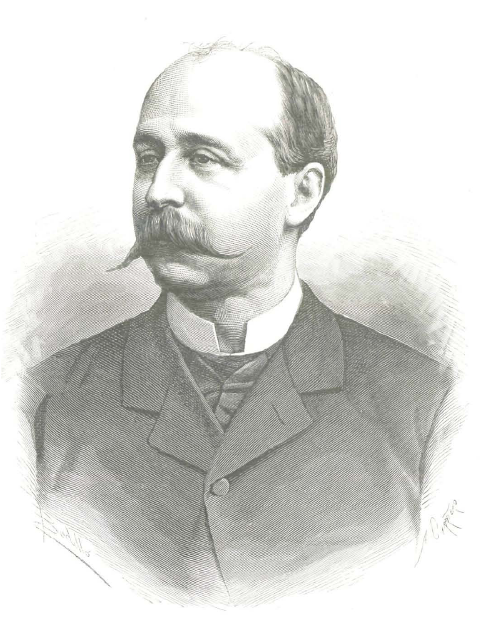
Segismundo Moret (en 1881), miembro de la Sociedad Abolicionista Española y promotor de la ley que lleva su nombre, primer paso para la abolición de la esclavitud en las colonias españolas.

El temor a una intervención estadounidense llevó al general Prim a encargar al ministro de Ultramar Manuel Becerra la preparación de un proyecto de ley de abolición, pero las acciones que desplegó el partido negrero ―promovió una amplia campaña en la prensa, financió a los grupos políticos opuestos a la abolición y formó una amplia red de Centros Hispano-Ultramarinos― consiguieron boicotearlo y Becerra salió del gobierno. Le sustituyó Segismundo Moret, miembro de la Sociedad Abolicionista Española, que elaboró una Ley preparatoria de la abolición de la esclavitud en Cuba y Puerto Rico que fue aprobada por las Cortes el 23 de junio de 1870 tras un agitado debate, durante el cual los diputados contrarios a la ley, entre los que destacaron Francisco Romero Robledo, Ramón Ortiz de Zárate y Antonio Cánovas del Castillo, recurrieron a todo tipo de argucias obstruccionistas, que continuaron después cuando se elaboró el reglamento que desarrollaba la ley. Romero Robledo llegó a decir que las condiciones de los esclavos en las colonias la «envidian los trabajadores libres» y que abolir la esclavitud «¿no es entregar al puñal del asesino la raza blanca?». Ortiz de Zárate recurrió a argumentos racistas (y cínicos) para defender la esclavitud: «Esa raza negra, que… tiene menos inteligencia… ha recibido en cambio de manos de la Providencia una compensación, que es una vida mucho más larga que la nuestra».

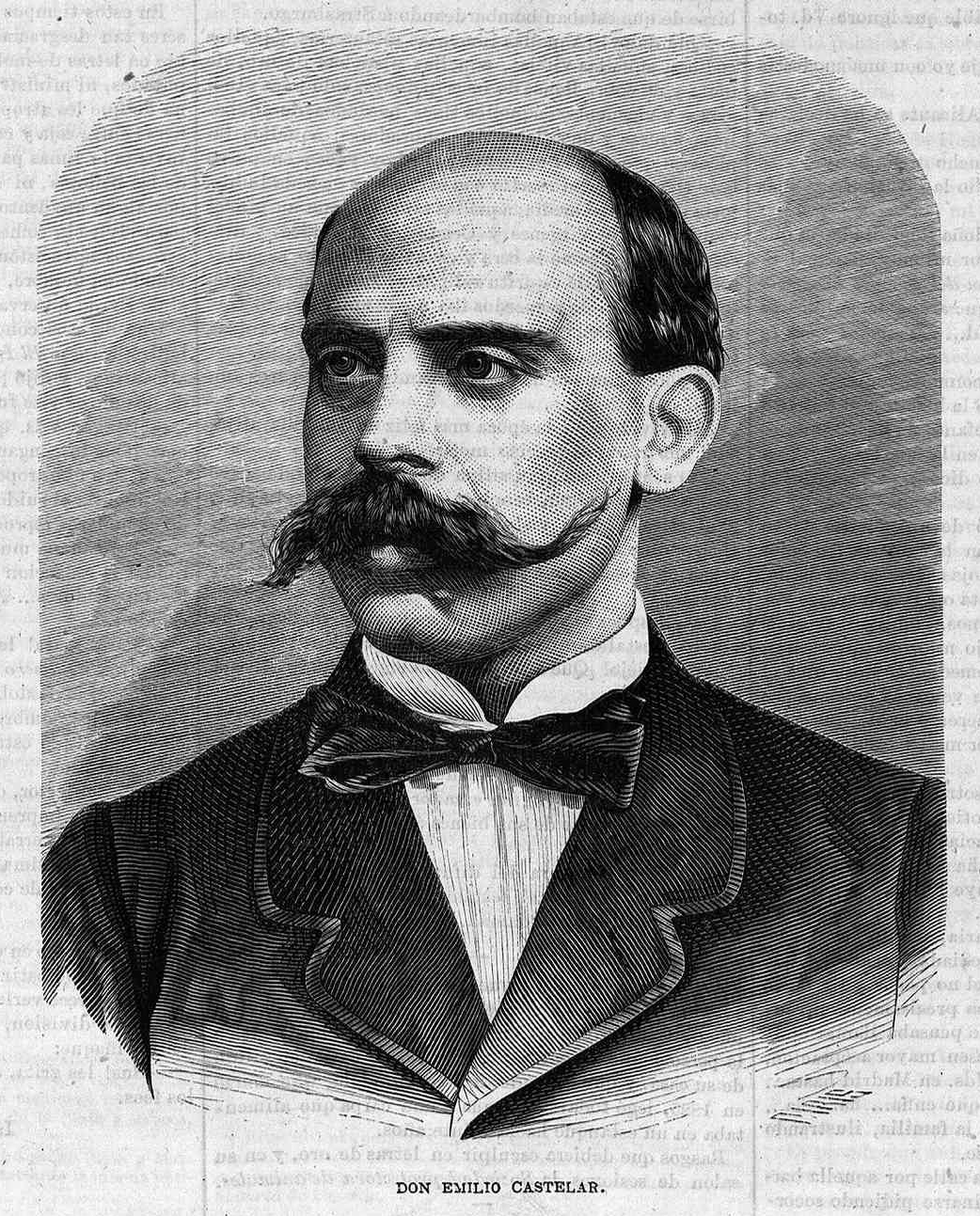
Emilio Castelar (en 1870), miembro de la Sociedad Abolicionista Española, pronunció un resonante discurso en las Cortes en contra de la esclavitud de los negros africanos y en defensa de la Ley Moret.

Les respondió el diputado republicano Emilio Castelar que pronunció «uno de los discursos más célebres y reproducidos por los periódicos de España y América Latina» y que terminaba con la frase: la propiedad «supone cosa apropiada. Probadme que el negro es una cosa». Previamente había leído un anuncio publicado en Cuba ―reproducido por El Abolicionista― que causó una gran conmoción en la Cámara:

Se venden dos yeguas de tiro, dos yeguas del Canadá; dos negras hija y madre; las yeguas juntas o separadas, las negras, la hija y la madre, separadas o juntas

La que sería conocida como la Ley Moret o de Libertad de vientres, publicada en 4 de julio de 1870, retomaba la mayoría de las propuestas hechas por los reformistas cubanos en la Junta Informativa de Ultramar de 1866-1867. Incluía el reconocimiento de vientres libres a partir de la fecha de la aprobación de la ley ―los hijos quedarían bajo la tutela del amo de la madre esclava―; declaraba libres a los nacidos a partir del 17 de septiembre de 1868 previa indemnización a sus dueños; concedía la libertad a los esclavos mayores de 60 años; ponía fin a la condición de «emancipados» que a tantos abusos había dado lugar; declaraba libres a los esclavos que no figuraran en el censo de 1867. Otras medidas más avanzadas fueron retiradas tras hablar con el español Manuel Calvo, socio de los negreros Antonio López y Julián de Zulueta y representante de los hacendados cubanos, aceptando que la emancipación se llevara a cabo «sin disturbios ni contrariedades». La ley preveía el compromiso del Gobierno de presentar a las Cortes un proyecto de ley de emancipación indemnizada de los esclavos que todavía quedasen tras haberse decretado la libertad de vientres. Asimismo el artículo 3.º de la ley otorgaba la libertad a los esclavos que lucharan del lado español en la guerra de Cuba, pero no se cumpliría.
Según José Antonio Piqueras, la Ley Moret era «poco o nada revolucionaria», pero las consecuencias de la misma «corroían profundamente el sistema: por vez primera había esclavos que dejaban de serlo en número de millares, la esclavitud dejaba de hallar en la procreación un medio de reproducirse, los derechos del dueño de la madre sobre los recién nacidos quedaban mermados y las redes familiares y de padrinazgo externas al ingenio o a la casa urbana del propietario se activaban en defensa de los menores. La extinción de la esclavitud por este medio llevaría varias décadas, pero la reducción progresiva de su número obligaba a prever un sistema de recambio. En 1879 el número de esclavos se había reducido un tercio, a unos 200 000, a consecuencia de la mortalidad, en primer lugar, pero también al cegamiento de la reposición vegetativa y a los restantes efectos de la ley».

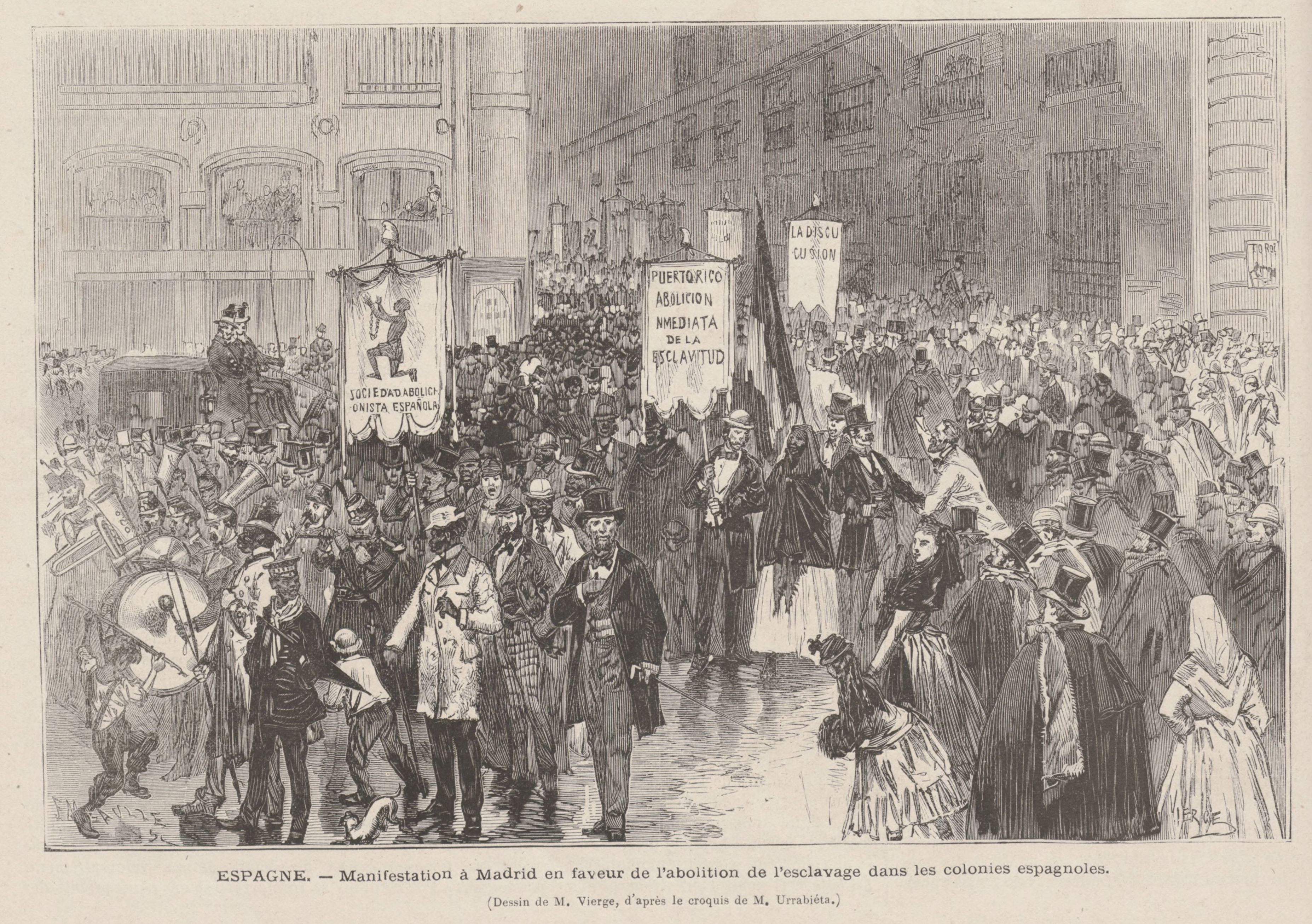
Manifestación en Madrid a favor de la abolición de la esclavitud (1873).

Dos años después de la promulgación de la Ley Moret, el gobierno del Partido Demócrata-Radical presidido por su líder Manuel Ruiz Zorrilla, ya bajo el reinado de Amadeo I, debatió proponer una ley de abolición de la esclavitud en las colonias de las Antillas, lo que creó grandes tensiones en su seno, ya que el ministro de Ultramar, Eduardo Gasset y Artime, era partidario de mantener el pacto de las Cortes constituyentes de 1869 de no introducir reformas en Cuba hasta que acabara la insurrección y antes de que terminara de aplicarse la Ley Moret. La Sociedad Abolicionista Española había presentado una súplica a las Cortes en tal sentido el 22 de septiembre de 1872 que había sido secundada un mes después por los diputados de Puerto Rico, aunque limitada a su isla. El gobierno decidió entonces presentar el proyecto de ley de abolición de la esclavitud solo para Puerto Rico, acompañada de la aplicación del régimen provincial a la isla y la separación de la autoridad política de la militar, lo que no evitó que Gasset y Artime dimitieran —y también el ministro de Hacienda Ruiz Gómez que se solidarizó con él—. Gasset fue sustituido por Tomás Mosquera que presentó el proyecto el 24 de diciembre de 1872, haciendo coincidir «la festividad del nacimiento de Jesucristo, el salvador de los oprimidos, con la exposición de la liberación de los esclavos». La medida afectaba a 29 335 esclavos, un número muy inferior al de los que existían en Cuba.
Los grupos conservadores y antiabolicionistas, encabezados por los Centros Hispano Ultramarinos, se opusieron al proyecto porque consideraban que la ley ponía en riesgo los intereses españoles en Puerto Rico, ya que liberar de forma inmediata a los cerca de 30 000 esclavos de las plantaciones —a pesar de que los propietarios serían indemnizados y los esclavos mantendrían la condición de libertos durante varios años— supondría la desestabilización de la isla, además de que causaría un efecto negativo en Cuba al alentar a los sublevados. Así, cuando el gobierno presentó su proyecto, los Centros Hispano Ultramarinos formaron una Liga Nacional que presentó un Manifiesto a la nación en el que pedían la paralización de las reformas.

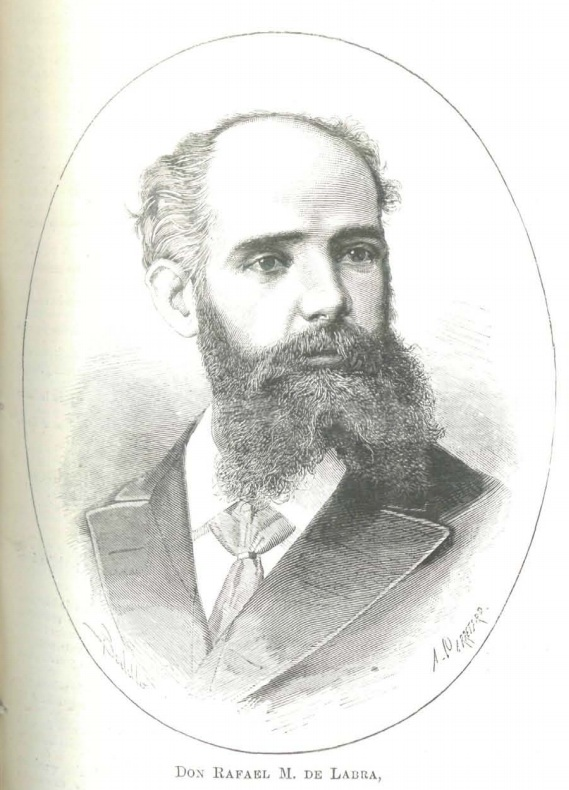
Rafael María de Labra Cadrana, activo abolicionista hispano-cubano. Consiguió que las Cortes no aprobaran el «patronato» para los esclavos de Puerto Rico, liberados por la ley de 22 de marzo de 1873.

El proyecto de ley sobre Puerto Rico se comenzó debatir en las Cortes el 9 de febrero de 1873 e inmediatamente la Liga Nacional presentó un ultimátum al rey Amadeo I para que destituyera al gobierno, aun vulnerando la Constitución. Pero el monarca prefirió abdicar, movido no sólo por esta razón, y el 11 de febrero se proclamaba la Primera República Española. El nuevo gobierno republicano presidido por Estanislao Figueras asumió el proyecto de ley para Puerto Rico, como «el primer símbolo del nuevo régimen», y lo presentó a la Asamblea Nacional ―la reunión conjunta del Congreso de los Diputados y del Senado de la monarquía amadeísta― que lo aprobó el 22 de marzo por unanimidad. La petición de que los esclavos liberados estuvieran sujetos al «patronato» de sus antiguos amos durante seis años había sido rechazada previamente, a propuesta del abolicionista hispano-cubano Rafael María de Labra Cadrana que argumentó que el «patronato» era una forma encubierta de indemnizar a los propietarios de esclavos. La ley se publicó en Puerto Rico el 30 de marzo ―su artículo 1.º decía: «Queda abolida para siempre la esclavitud en la isla de Puerto Rico»― y como resultado de su aplicación fueron puestos en libertad 29 182 esclavos pertenecientes a unos 2000 propietarios. Los esclavos quedaron obligados a contratarse con sus antiguos dueños durante un período mínimo de tres años.
En los meses siguientes la República se propuso abolir también la esclavitud en Cuba, pero la medida nunca llegó a aprobarse debido a la inestabilidad del régimen y a su corta duración ―lo intentaron los ministros de Ultramar Santiago Soler y Pla, bajo la presidencia de Emilio Castelar, y Víctor Balaguer, bajo la «dictadura de Serrano»―. El 29 de diciembre de 1874 el pronunciamiento de Sagunto daba paso a la Restauración borbónica en España, cuyo primer gobierno lo presidió Antonio Cánovas del Castillo.

## La Restauración (1875-1886): la abolición de la esclavitud en Cuba

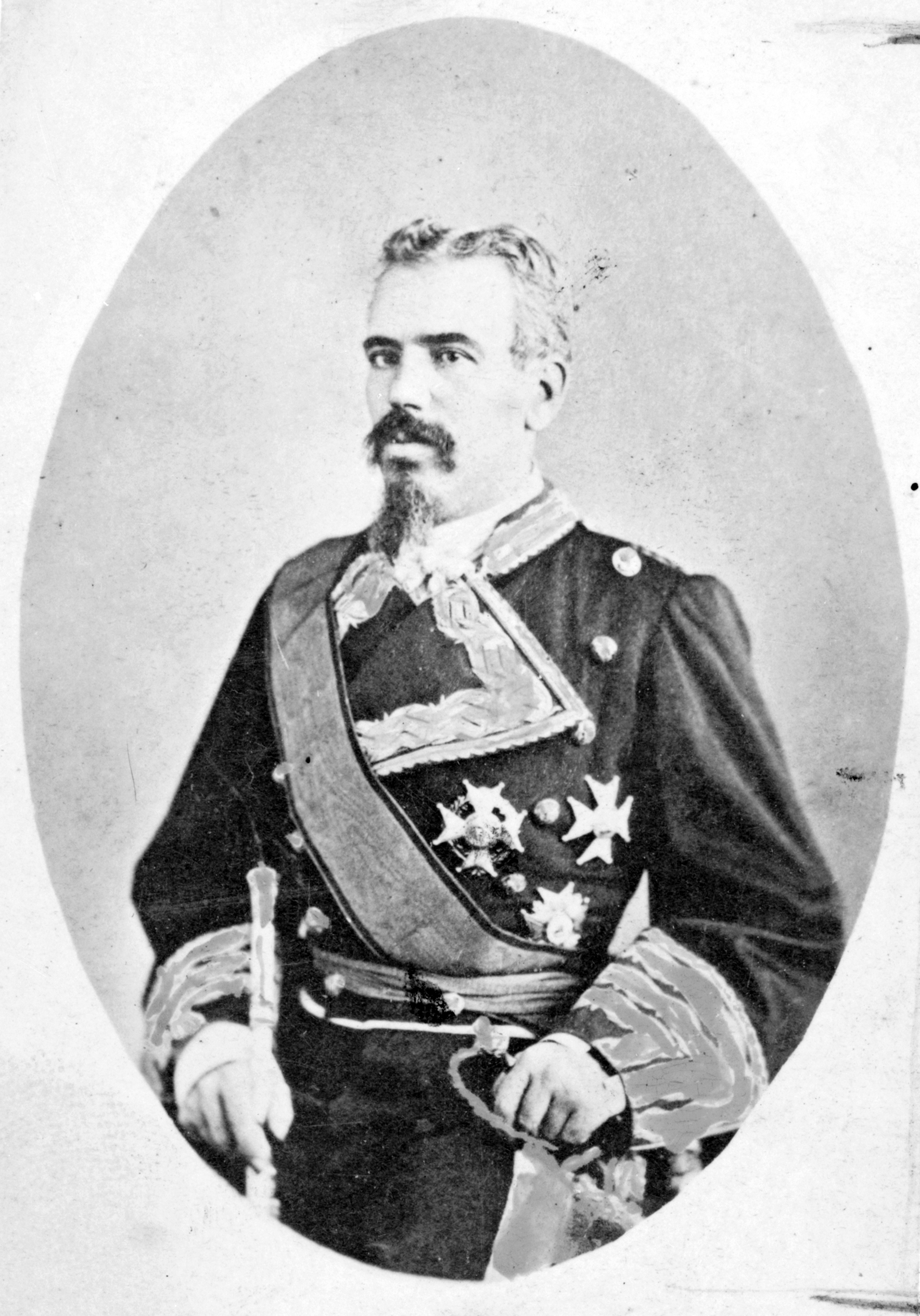
El general Arsenio Martínez Campos. La Paz de Zanjón acordada por Martínez Campos con los líderes insurgentes abrió el camino para la abolición de la esclavitud en Cuba.

En febrero de 1878 la paz de Zanjón puso fin a la Guerra de los Diez Años. En las «capitulaciones» acordadas por el general Martínez Campos y los líderes insurgentes cubanos se incluyó el reconocimiento de la libertad otorgada por estos a los esclavos que habían luchado de su lado. «La disposición resultaba de difícil cumplimiento, pues ni siguiera se había otorgado la libertad a los esclavos que lucharon en el bando realista, tal como lo había determinado el artículo tercero de la ley Moret. El asunto era complicado, ya que no podían liberarse los esclavos que habían luchado con los insurrectos sin hacer lo mismo con los que habían combatido contra ellos, pues tal cosa equivalía a castigar a la burguesía esclavista que había sufragado la guerra contra los patriotas. El rompecabezas se resolvió por el único camino que había: la abolición total de la esclavitud».
Además, la «capitulación» principal del convenio de Zanjón establecía la concesión a Cuba de las «mismas condiciones políticas, orgánicas y administrativas de que disfruta la isla de Puerto Rico», lo que implicaba también el abolicionismo de la esclavitud. Muchos plantadores y propietarios de esclavos no consideraron la «paz de Zanjón» como el comienzo de una nueva era para la isla como proclamaban sus defensores «por parecerles mucho lo que a los enemigos se concedía» y uno de sus representantes la llegó a calificar como «la mil veces maldita paz del Zanjón».

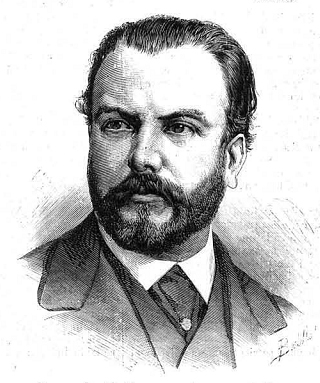
Salvador Albacete, ministro de Ultramar en el gobierno de Martínez Campos, fue el encargado de elaborar el proyecto de ley de abolición de la esclavitud en Cuba, que sería aprobado con modificaciones en febrero de 1880, ya bajo el gobierno de Antonio Cánovas del Castillo.

Fue el propio general Martínez Campos el que tuvo que aplicar lo acordado en la «paz de Zanjón», ya que cuando volvió a España a principios de 1879, convencido de que sólo la introducción de reformas políticas y económicas podía evitar una nueva insurrección en Cuba, fue nombrado por el rey Alfonso XII presidente del Gobierno debido al prestigio que se había ganado como pacificador de la Gran Antilla y a que Antonio Cánovas del Castillo, el presidente del Gobierno cuando se firmó la «paz de Zanjón», prefirió lavarse las manos respecto del tratado cuyas cláusulas no compartía enteramente.
En cumplimiento del compromiso adquirido el gobierno de Martínez Campos, más específicamente el ministro de Ultramar Salvador Albacete, presentó en las Cortes un proyecto de ley de abolición de la esclavitud en Cuba —entonces había en la isla unos doscientos mil esclavos―. El proyecto preveía la liberación de los esclavos pero con una fórmula transitoria, ya que a los antiguos dueños se les concedía el «patronato» de sus esclavos durante ocho años, lo que significaba que conservaban el derecho a seguir utilizándolos, aunque obligados a pagarles un salario, vestirlos, alimentarlos, atender sus enfermedades y proporcionar a los niños enseñanza primaria. A pesar de la fórmula propuesta del «patronato», los dueños de las plantaciones y de los ingenios, y sus apoyos políticos en la península, se opusieron al proyecto de ley.
El debate se aplazó por la celebración de la segunda boda del rey Alfonso XII que se iba a celebrar el 28 de noviembre, pero cuando se reanudó se hicieron patentes las discrepancias en el seno del gobierno sobre el proyecto de ley de abolición de la esclavitud, así como sobre la reforma tributaria y de rebaja arancelaria propuestas para Cuba por el ministro de Ultramar Salvador Albacete, por lo que Martínez Campos se vio obligado a presentar el 9 de diciembre su dimisión a Alfonso XII. Entonces el rey encargó de nuevo a Cánovas la formación de gobierno.

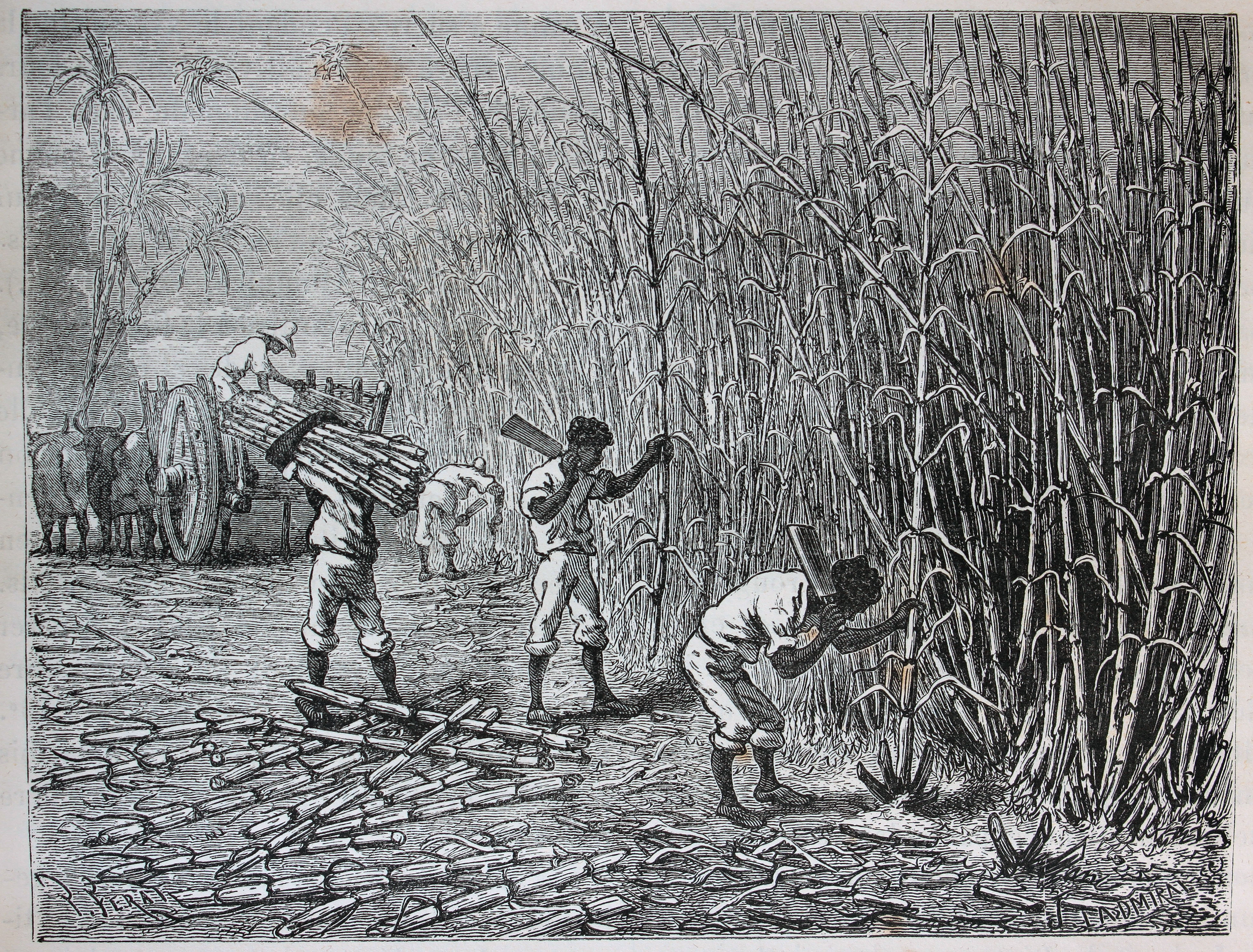
Esclavos trabajando en una plantación de caña de azúcar en Cuba.

Consciente de que ya no era posible retirarlo y a pesar de la oposición que encontró por parte de los esclavistas cubanos de la Unión Constitucional, Cánovas hizo suyo el proyecto de Martínez Campos, en lo que al parecer contó con el apoyo del rey —el capitán general de Cuba le había escrito pidiendo que la abolición fuera lo «más amplia y liberal posible en favor del esclavo»—, pero introduciendo algunas modificaciones favorables a los propietarios de esclavos. Según Inés Roldán de Montaud, «las concesiones a los esclavistas no fueron pocas: la extinción del patronato mediante un orden gradual de edades y no por sorteo; la disminución de los estipendios fijados inicialmente a los patrocinados menores de dieciocho años; en fin, la admisión de los castigos corporales que habían sido suprimidos expresamente en el proyecto de Albacete». José Antonio Piqueras coincide: «La extinción gradual por cuartas partes se haría por edades, de mayor a menor, a contar desde el quinto año. Los patronos conservaban facultades “coercitivas y disciplinarias”». Así fue como Cánovas consiguió que el proyecto fuera aprobado el 13 de febrero del año siguiente con el título «Ley para la supresión de la esclavitud en Cuba». Además los esclavistas consiguieron que el reglamento del patronato, otorgado el 8 de mayo de 1880, introdujera todavía mayores concesiones como la aplicación del castigo de «cepo y grillete» a los «patrocinados» que se negaran a trabajar, que abandonaran la plantación sin autorización, promovieran huelgas o desobedecieran las órdenes de los capataces. Con todos estos cambios la Unión Constitucional declaró en agosto de 1880 que aceptaba el sistema del «patronato».

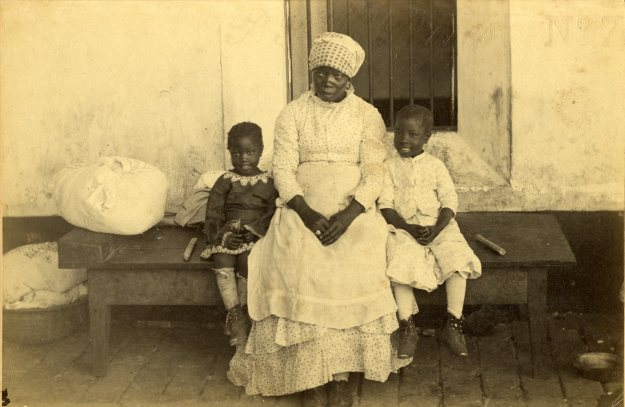
Esclavas cubanas, probablemente «patrocinadas», en la década de 1880.

La Sociedad Abolicionista Española no se conformó con la ley de 1880 y siguió presionando hasta conseguir que el gobierno Liberal de Sagasta, que había sucedido al Conservador de Cánovas en febrero de 1881, aprobara en febrero de 1883 el reconocimiento de la libertad para los «patrocinados» no inscritos en los censos de esclavos de 1867 y 1871, entre 11 000 y 40 000 según diferentes estimaciones, y en noviembre del mismo año la supresión del castigo de «cepo y grillete». Por otro lado, las mejoras técnicas introducidas en los ingenios en un contexto de caída del precio mundial del azúcar, hizo cada vez menos necesario y productivo el trabajo de los esclavos/patrocinados hasta el punto de que, según José Antonio Piqueras, «la esclavitud, bajo la fórmula de patronato, se había convertido en residual en la sociedad cubana». Eso fue lo que posibilitó que un nuevo gobierno liberal presidido por Sagasta, formado tras la muerte del rey Alfonso XII en noviembre de 1885, aprobara adelantar en dos años el final del «patronato», previsto para 1888, y cuya pervivencia suponía un lastre para las relaciones internacionales de España, el único país europeo que todavía mantenía la esclavitud en uno de sus dominios. Así fue como el 7 de octubre de 1886 se puso fin a la esclavitud en España. Entonces fueron liberados los últimos 25 000 «patrocinados». En Occidente ya solo quedó Brasil como el único país esclavista. Abolió la esclavitud dos años después, en 1888.